# Artillerie
L'artillerie est l'ensemble des armes collectives ou lourdes — ou des troupes qui mettent en œuvre ces armes — servant à envoyer, à courte, moyenne ou grande distance, sur l'ennemi ou sur ses positions et ses équipements, divers projectiles de moyen ou gros calibre : obus, boulet, roquette, missile, pour appuyer ses propres troupes engagées dans une bataille terrestre, navale, antiaérienne ou un siège.
Le terme serait apparu vers le XIIIe siècle, dérivant du mot du vieux français « artillier » qui servait à désigner les artisans fabricants d'armes et équipements de guerre. Ces artisans ont été pendant longtemps les seuls spécialistes dans le service de ces armes puisqu'ils les fabriquaient et les essayaient avant livraison. C'est pourquoi, jusqu'au XVIIIe siècle, ils étaient commissionnés par les souverains pour servir ces armes à la guerre.

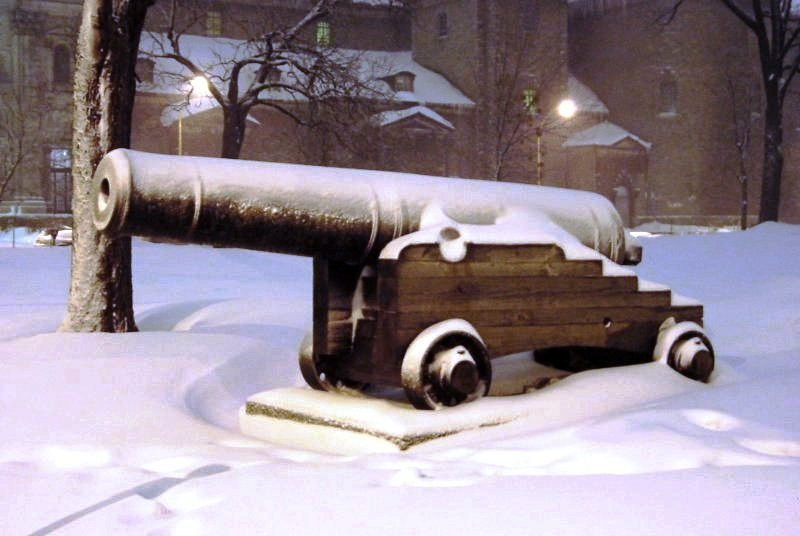
Canon exposé devant la basilique Notre-Dame de Montréal, Québec.

Ainsi et par extension, le nom d'artillerie désigne l'ensemble des produits fabriqués par les artilleurs et les fonctions de mise en œuvre et de soutien qui lui sont rattachées. Il finit donc par désigner aussi l'ensemble des troupes chargées de mettre en œuvre ces armes, d'où la création d'unités militaires spécialisées. L'emploi de l'artillerie nécessite le renseignement, la surveillance, l'acquisition d'objectifs, le réglage du tir, la transmission des informations et une logistique complexe qui comprend le transport des pièces, la construction d'itinéraires et de moyens de franchissement à cet effet, l'approvisionnement en munitions et l'entretien des armes. Par ailleurs, à partir d'elle se développent toutes les fonctions relatives à la fortification ou aux sièges, de la conception et la construction des places fortes ou des fortifications de campagne à l'élaboration des sapes et des mines destinées à les investir.
De ce fait, tout au long de l'histoire militaire, elle donne naissance aux armes du génie (fortifications, routes, pontonniers), des transmissions, de l'aérostation, de l'aviation légère des armées de terre, du train des équipages (d'artillerie), du matériel (parc d'artillerie), des services d'études, de production et de stockage des poudres et explosifs et, par transfert, aux chars de combat regroupés à l'origine sous le terme d'artillerie d'assaut.
Enfin, l'artillerie à feu, succédant à l'artillerie à jet, concentre toutes les fonctions relatives à l'utilisation des poudres, y compris, comme en France jusqu'à la Seconde Guerre mondiale, à l'élaboration, à la fabrication et à l'utilisation des armes à feu de tout type, y compris celles de l'infanterie.
En raison de sa complexité, elle reste longtemps l'arme scientifique par excellence, attirant nombre de savants. Dès sa création en France en 1794, l'École polytechnique lui fournit de manière privilégiée ses cadres, ce jusqu'à la Seconde Guerre mondiale. De plus, elle est le symbole de la puissance car elle nécessite des investissements importants. Sous Louis XIV, elle reçoit la devise d'Ultima Ratio Regum, le « dernier argument des rois ». Elle est l'arme déterminante pour beaucoup de grands chefs militaires comme Napoléon Ier (qui était artilleur de formation). Ses évolutions conditionnent profondément la manière de faire la guerre.

## Histoire
Les systèmes mécaniques utilisés pour lancer des munitions dans les guerres anciennes, également connus sous le nom d'« engin de siège », comme la catapulte, l'onagre, le trébuchet et la baliste, sont également appelés artillerie par les historiens militaires.

### Médiéval
À l’époque médiévale, d’autres types d’artillerie furent développés, notamment le trébuchet. Les trébuchets à traction, utilisant de la main d'œuvre pour lancer des projectiles, sont utilisés dans la Chine ancienne depuis le IVe siècle comme armes antipersonnel. Cependant, au XIIe siècle, le trébuchet à contrepoids a été introduit, la première mention datant de 1187.

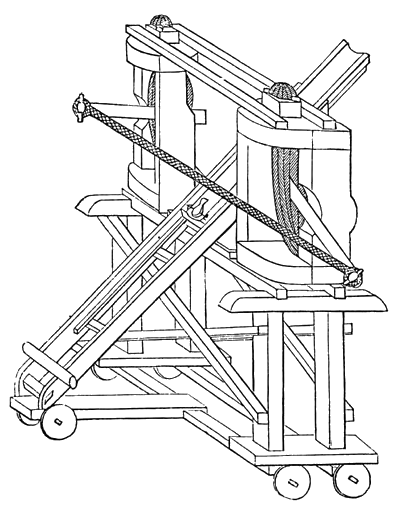
Baliste médiévale.

### Invention de la poudre à canon

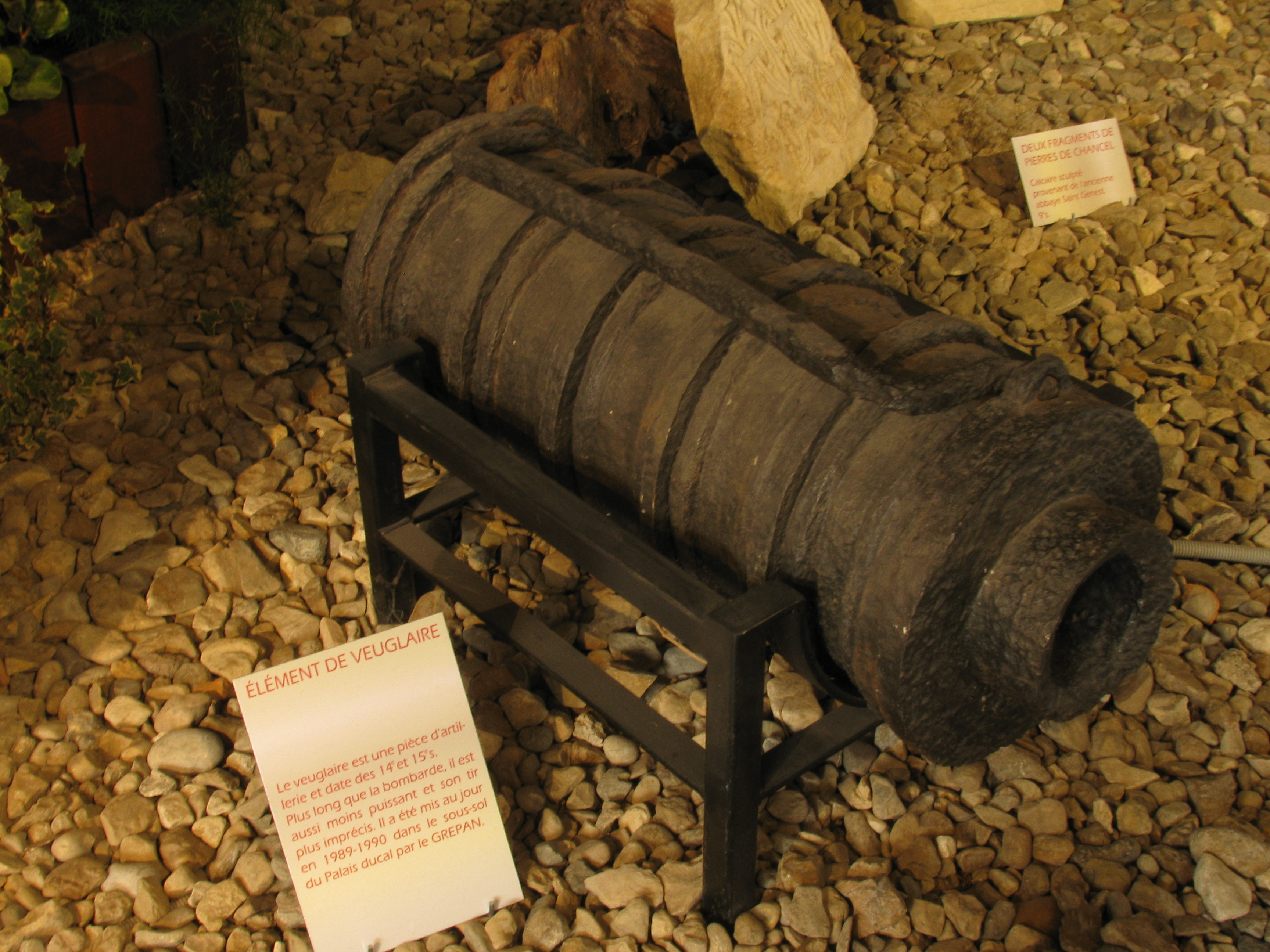
Veuglaire (XIVe siècle - XVe siècle).

L’artillerie connaît un progrès important avec la découverte d'une énergie propulsive, rapidement et directement utilisable, la poudre noire. La poudre à canon elle-même est généralement reconnue pour avoir été découverte en Chine vers le IXe siècle, durant la dynastie Tang (618-907). La première mention de la formule date de 1044, dans le Wǔjīng zǒngyào 武經總要. La première utilisation semble avoir été faite le 28 janvier 1132, utilisée par le général Han Shizhong pour prendre une ville dans le Fujian.
Lors du siège de Séville entre l’été 1247 et novembre 1248, des écrits attestent que des canons ont été utilisés contre le royaume de Castille par les défenseurs maures durant le siège, ce qui serait la première utilisation de poudre à canon en Occident.
Les premières descriptions de la poudre noire en Europe datent du milieu du XIIIe siècle, dans un ouvrage daté de 1249, attribué à un moine franciscain britannique, Roger Bacon. Simultanément, on retrouve une description à Cologne chez un certain Albertus Magnus (Albert le grand). Après quelques essais décevants de fusées incendiaires, on imagina d'utiliser les gaz produits par la déflagration comme propulseur dans un tube pour lancer un boulet : la bombarde était née.
Contrairement à la légende, le moine Berthold Schwartz (1310-1384) n'a pas inventé la poudre mais il aurait conçu et développé les premiers tubes en bronze. Toutefois, certains auteurs mettent son existence en doute.
L'artillerie consiste en la réunion de la poudre comme agent de propulsion et le tube comme agent de lancement et de guidage. Sa première apparition notable a lieu à Metz, de 1324 à 1326, pendant ce que l'on a appelé la guerre des quatre seigneurs. Une couleuvrine et une serpentine ont été utilisées. Les canons de cette époque n'étaient guère puissants, et leur emploi le plus utile était la défense des places fortifiées, comme pour Breteuil où, en 1356, les Anglais assiégés utilisèrent un canon pour détruire une tour d'assaut française. À la fin du XIVe siècle, les canons pouvaient défoncer les toits d'un château, mais restaient impuissants devant ses murailles.

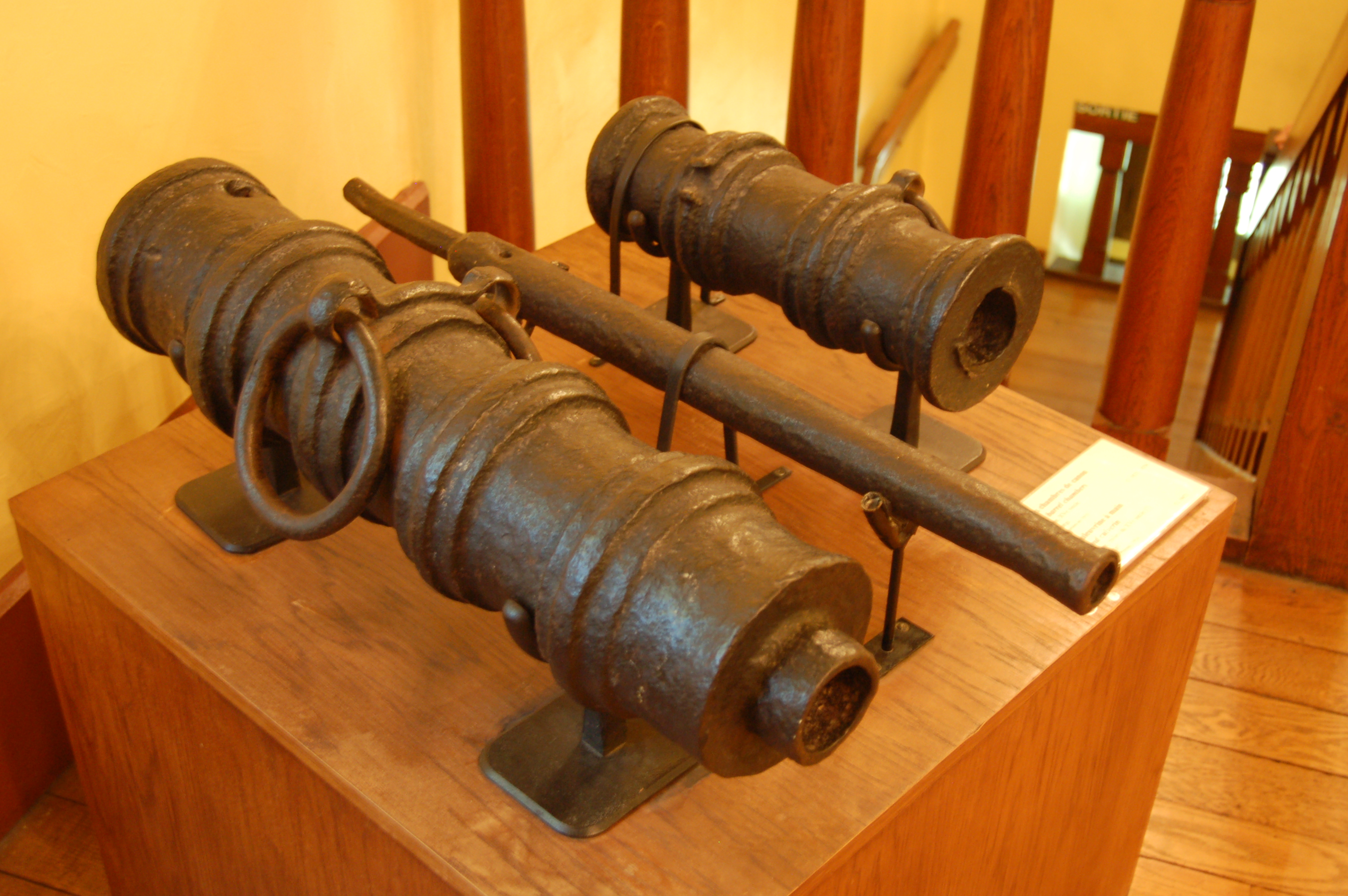
Canons médiévaux en métal.

Après une utilisation anecdotique de tubes en bois, les premiers tubes en métal sont construits au début du XIVe siècle en Angleterre, ainsi qu'en Italie, en France, en Allemagne et en Espagne. La première image d'un canon date de 1326, sur un manuscrit anglais.
La métallurgie médiévale ne permet pas de fondre des canons d'un seul bloc, ils sont dans un premier temps réalisés d'une manière analogue aux tonneaux, avec des pièces de fer forgé (les douelles) ou même de bois, tenues ensemble par des cerclages en fer ou même en cuir (en Italie par exemple), dans les cas de tubes à douelles. Par la suite, les tubes à douelles sont remplacés par des tubes à spirales, constitués d'un fin feuillet de fer entouré autour d'une âme en bois dur, renforcé en l'entourant à chaud de plusieurs fines barres de fer de section carrée, entourées en sens contraire.
Dans ces conditions, les tubes sont très souvent sujets à des éclatements inopinés, dangereux, voire fatals pour leurs utilisateurs au-delà d'une dizaine de coups. Les tubes étaient testés huit fois devant l'acheteur et étaient garantis pour 400 coups, d'où l'expression « faire les 400 coups ». En raison de cette fragilité, les charges de poudre propulsive sont nécessairement limitées, réduisant ainsi la portée et la puissance à l'impact. De plus, les charges perdent beaucoup d'efficacité du fait de l'importante traînée des projectiles, le vent de boulet étant difficile à maîtriser en raison du manque de régularité dans leur fabrication.

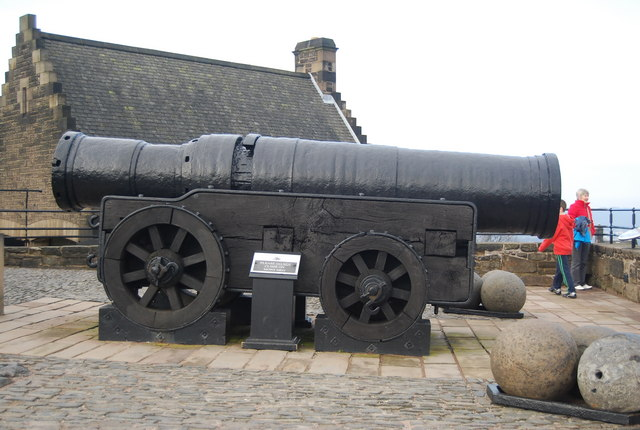
Mons Meg, 1457.

Un autre problème pour l'artillerie de siège est lié à la nature des projectiles. En pierre dans un premier temps, ils ont tendance à éclater lors de l'impact contre un objectif solide, comme une muraille d'enceinte.
À la fin du Moyen Âge, l'artillerie est pleinement entrée dans les modes de guerre. Elle est difficile à employer sur le champ de bataille en raison de son manque de mobilité. Toutefois, elle a un effet indéniable, elle tue et a un effet psychologique majeur. Elle a été utilisée par les frères Bureau à la bataille de Castillon (fin de la guerre de Cent Ans) et il en est fait mention par le Florentin Giovanni Villani dans son récit de la bataille de Crécy (1346), même si aucun autre élément ne corrobore ce seul texte (aucun chroniqueur anglais, entre autres, n'en faisant état).
Les frères Bureau, au service du roi de France, participent à une rationalisation de l'arme qui sera un élément déterminant de la victoire française à la fin de la guerre de Cent Ans.

### Renaissance

#### Variété des pièces

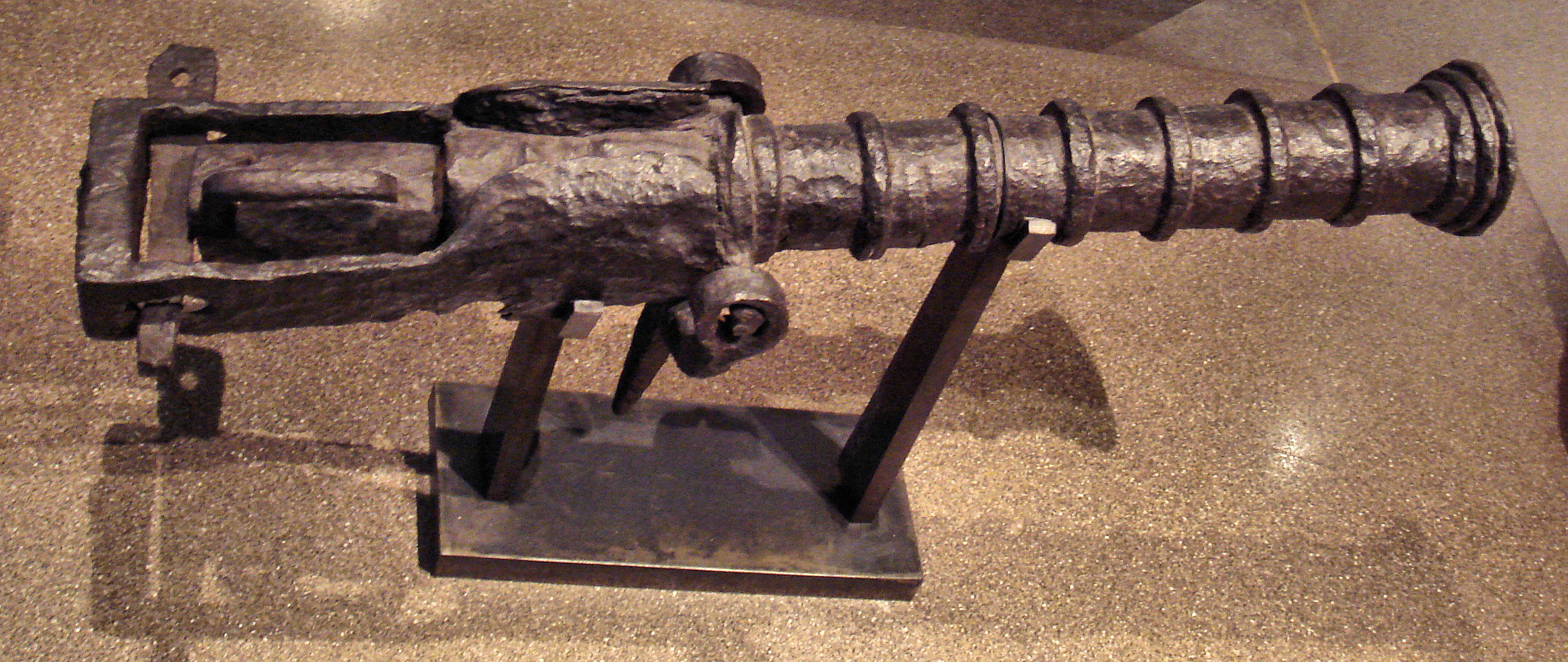
Pierrier à boîte « Meurtrière », 1510 France,.

La classification des pièces d'artillerie telle qu'établie par Maximilien d'Autriche (1459-1519) est très « poétique ».
Pour l'artillerie lourde
- Le canon
- Le demi-canon
- Le quart de canon
- Le basilic, ou longue couleuvrine

Pour l'artillerie de campagne
- La grande couleuvrine
- La couleuvrine
- Le faucon
- Le fauconneau
- La serpentine

Pour l'artillerie de marine
- Les barces

#### Canons de bronze
Peu à peu, la métallurgie trouve de meilleurs techniques et matériaux pour la fabrication des pièces. Les armes en métal coulé, chargées par la bouche, sont d'abord faites de fonte.
À partir de 1450, le bronze s'impose comme matériau de fabrication privilégié. Bien que coûteux, il présente l'avantage d'être un métal plus « souple » que la fonte, de se déformer plutôt que d'éclater en cas de surpression. La tendance est à l'allongement des tubes pour améliorer à la fois leur précision et leur portée. L'usage des moules, comme pour fondre les cloches, permet de réaliser des pièces d'un seul tenant, de les produire en grande série avec des calibres standardisés.

#### L'affût

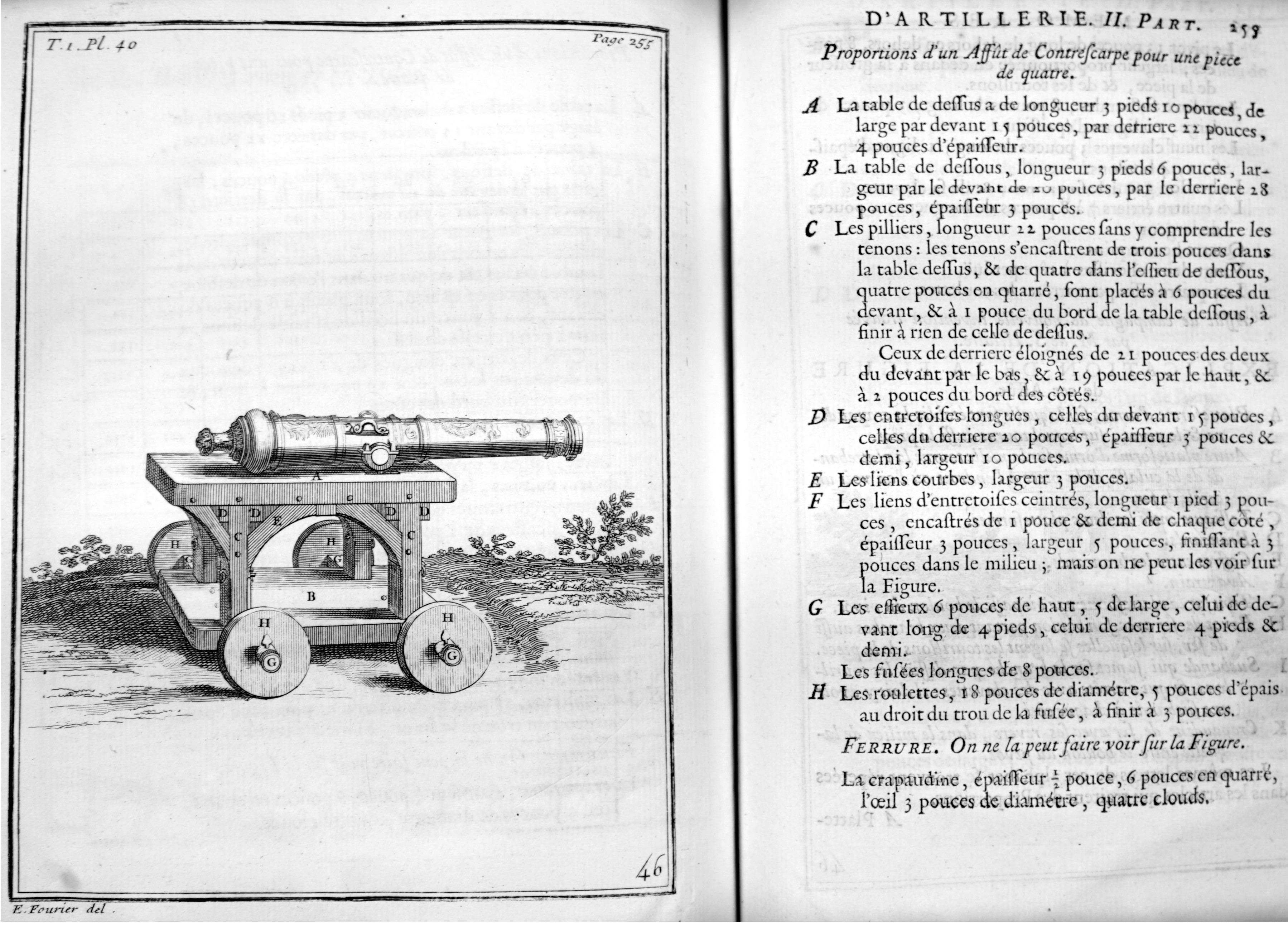
Affût de contrescarpe de 4.

Parallèlement, on travaille aussi à rendre l'artillerie plus mobile et plus précise. Jusqu'en 1480, l'affût est un support inerte. À cette date, les frères Bureau développent l'affût à roues et les tourillons, axes fixés de part et d'autre du tube pour permettre son réglage en site. Ces innovations marquent le passage de la bombarde au canon, car elles permettent un pointage plus aisé, en portée comme en direction, et une bien meilleure mobilité.

#### Le projectile
Le problème des projectiles est résolu, au milieu du XVe siècle, d’abord en cerclant de fer les projectiles en pierre (innovation des frères Jean et Gaspard Bureau), puis en les remplaçant par des boulets en fer battu, plus résistants. Les boulets métalliques en fer, trois fois plus denses que la pierre (à diamètre égal, ils pèsent trois fois plus lourd) et de tailles standardisées, font plus de dégâts que les boulets de pierre : ils n'éclatent pas à l'impact comme ceux-ci le faisaient fréquemment mais, au contraire, ce sont les maçonneries qu'ils percutent qui volent en éclats et se désagrègent. Cette puissance de percussion va permettre de réduire le diamètre des boulets, donc le calibre des tubes qui deviennent plus légers, plus transportables, ce qui favorise le développement de l'artillerie de campagne très mobile.
Par ailleurs, la fusée propulsée (ou roquette) est toujours utilisée, mais demeure un instrument de combat marginal, en raison de son manque de précision et de sa dangerosité.

#### Emploi opérationnel de l’artillerie
L'artillerie se révèle une arme efficace de siège et de campagne lors des campagnes d'Italie de Charles VIII à la fin du XVe siècle, où toutes les places fortes assiégées par l'armée française succombent les unes après les autres. Cette efficacité de l'artillerie se confirme au tout début du XVIe siècle, durant la guerre de la Ligue de Cambrai, où les Italiens découvrent avec effroi que leurs murailles ne résistent pas à l'artillerie de François 1er. Il n'existe plus alors de forteresse imprenable, car plus un mur est haut, plus il est vulnérable au tir des boulets métalliques. En outre, les dommages faits aux habitations d'une ville assiégée sont considérables, notamment grâce aux tirs paraboliques (tirs courbes) qui, passant par-dessus les murailles de l'enceinte, viennent s'abattre sur les toits des habitations qu'ils défoncent.
Au XVIe siècle, l'artillerie de siège est devenue si efficace que les techniques de fortification doivent être repensées de fond en comble. Avec la multiplication des obstacles pour parvenir à l'enceinte intérieure, le tir en enfilade ou le tir flanquant devient un des deux critères majeurs de conception. Il vise à la fois à le favoriser chez le défenseur et à le rendre le plus difficile possible à l'attaquant. Il donne naissance au tracé à l'italienne ou tracé bastionné.

### La période classique: arme de moins en moins auxiliaire et marque de puissance

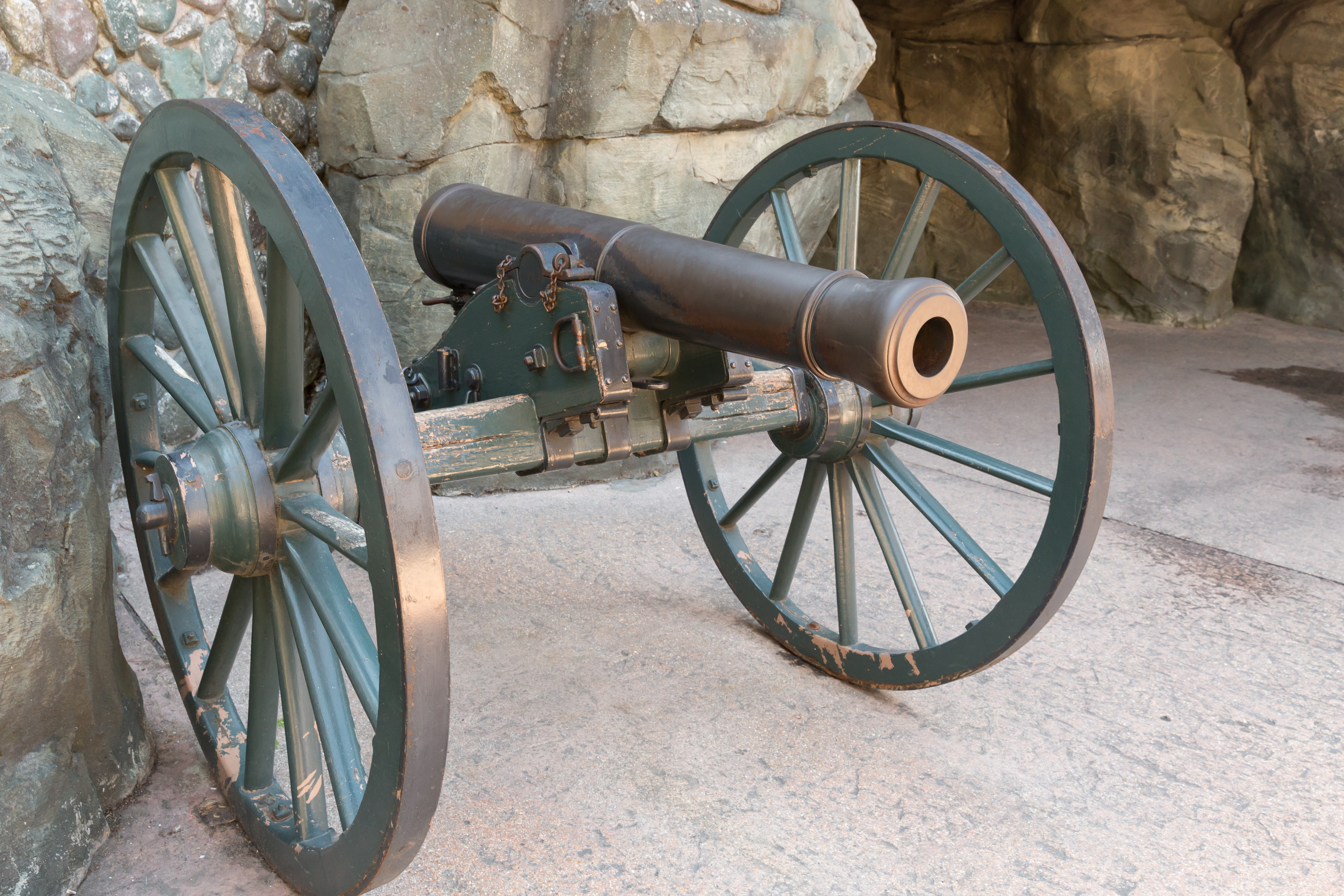
Canon obusier de 12 à Disneyland Paris.

L'artillerie connaît une phase importante de stagnation technologique entre le XVIIe et la première moitié du XIXe siècle. Les armes mises en œuvre par les armées de Louis XIV sont peu ou prou les mêmes que celles de Napoléon. Les variations se font surtout dans la tactique et dans l'emploi de l'artillerie. Cette période est donc dénommée "classique".

#### Mise en œuvre de l’artillerie classique

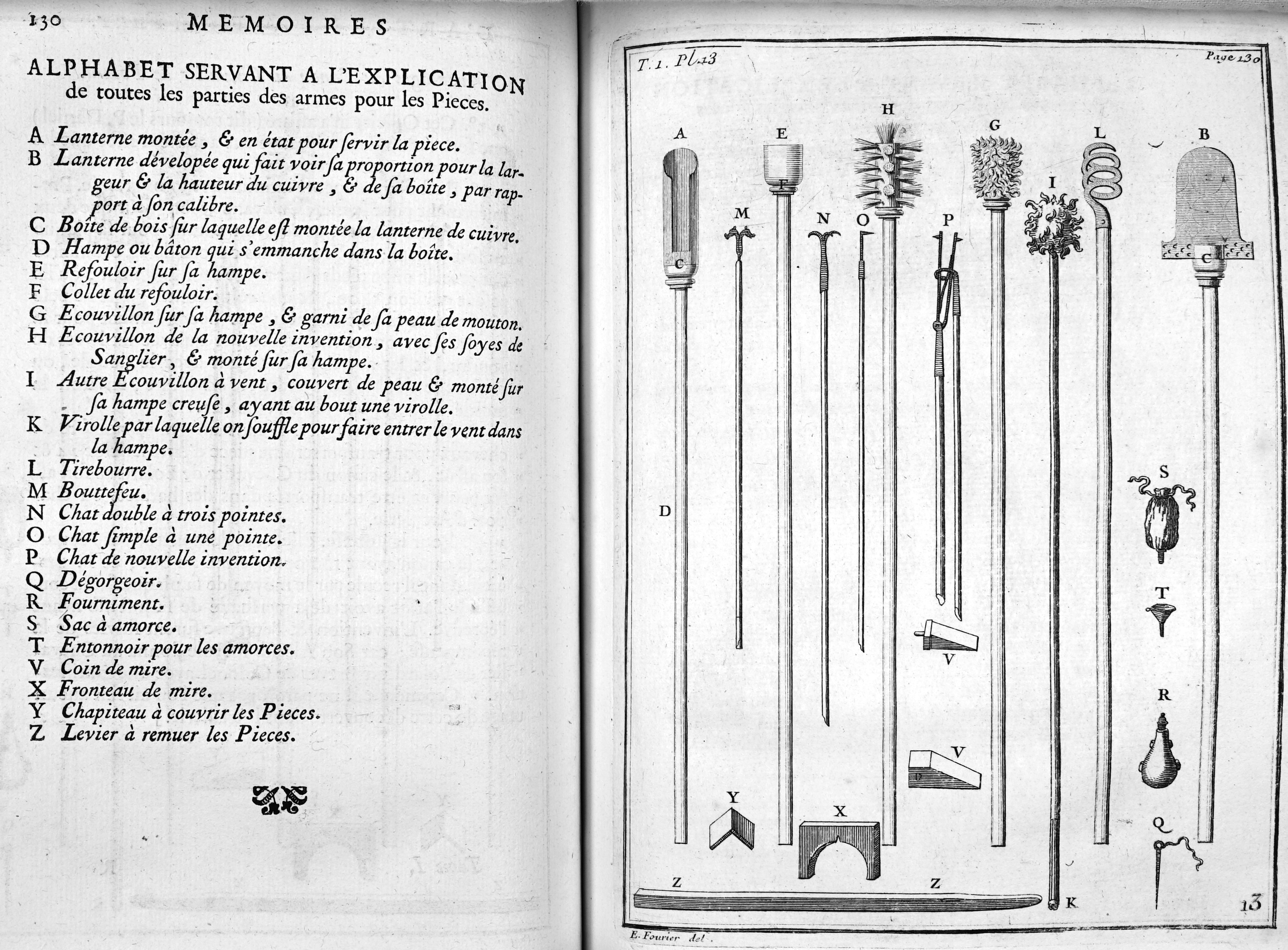
Outils pour le chargement d'un canon.

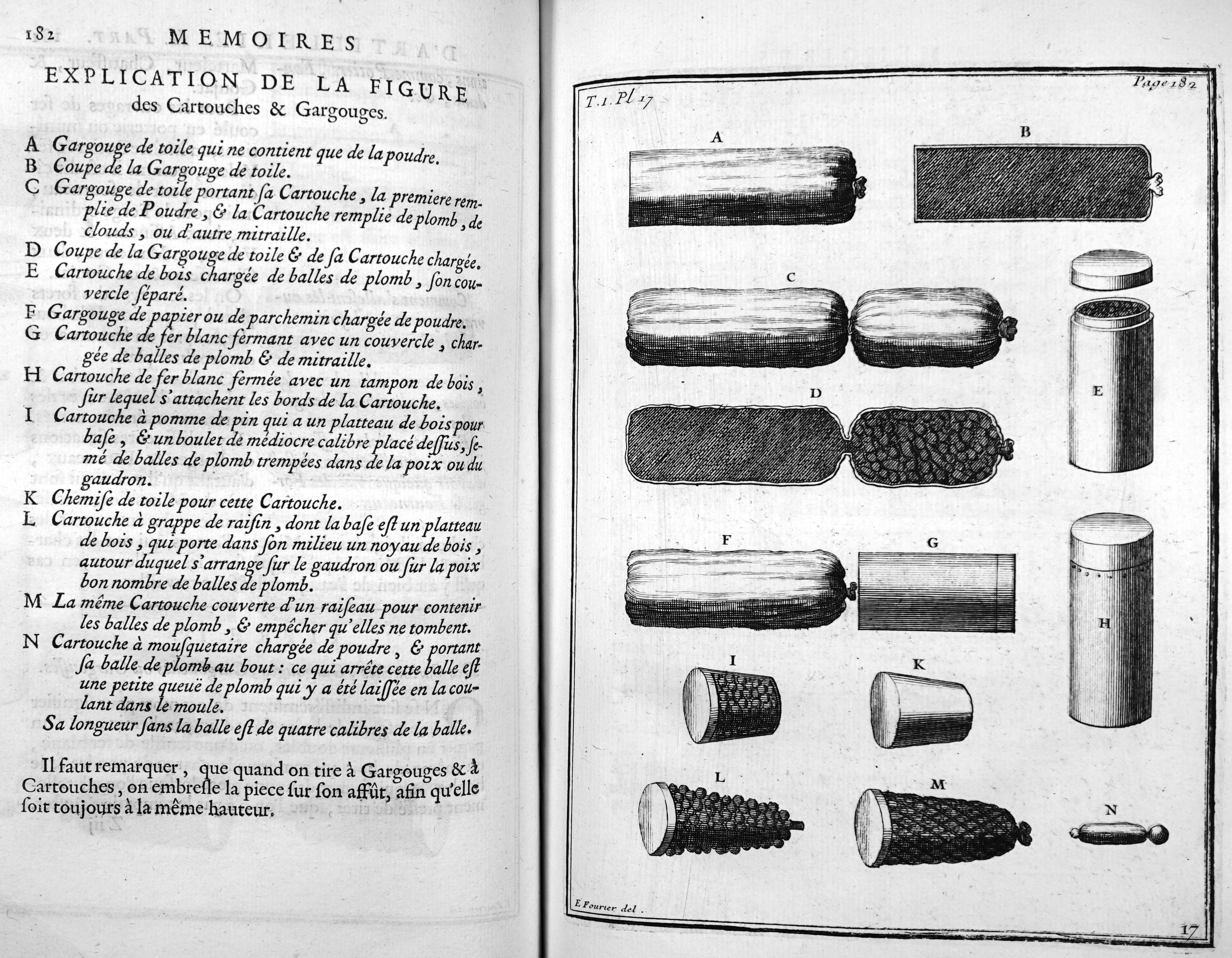
Gargousses.

Le chargement des canons se fait par la gueule. La première opération est le chargement :
- la lanterne (ou cuillère, à long manche) sert à doser et déposer une charge de poudre (avant que ne soient utilisées des gargousses de toile),
- le refouloir (en forme de tampon sur un manche) sert à enfoncer et tasser les deux bourres dans le canon (l'une entre la poudre et le boulet, et l'autre devant le boulet pour éviter qu'en roulant il ne s'écarte de la poudre avant la mise à feu).

Une fois le canon chargé, la gargousse (qui contient la poudre) est crevée avec le dégorgeoir à gargousse que les artificiers enfoncent par la lumière (fin canal cylindrique percé dans le fût du canon, tout à l'arrière de celui-ci). De la poudre fine est versée dans la lumière pour amorcer la charge. Puis le feu y est mis par le boutefeu (manche autour duquel est enroulée une mèche qui reste toujours allumée).
Une fois le coup tiré, le fût du canon est débarrassé des débris du tir avec une brosse (dotée d’un long manche), puis nettoyé avec un écouvillon (doux).

#### Effets de l'artillerie
Jusqu'au milieu du XIXe siècle, les effets de l'artillerie sont essentiellement fondés sur l'énergie cinétique du projectile.
Pour ce qui est de l'artillerie de campagne, les tirs sont directs, c'est-à-dire que les canons et les objectifs sont à vue. Il n'y a donc pas de défilement possible, ni de tirs au-dessus des troupes. La visée se fait directement sur le tube.
L'artillerie est particulièrement visible, notamment parce qu'elle doit occuper des points hauts et parce qu'elle émet quantité de fumée.
Deux types d'effets physiques sont attendus.
D'une part, sur le champ de bataille, dans le combat éloigné, le boulet renverse les lignes de fantassins, de cavaliers ou les batteries d'artillerie adverses en tombant et en rebondissant dans leurs rangs (méthode dite du « tir à ricochet » qui a été systématisée par Vauban lors du siège d'Ath). En combat rapproché, d'autre part, la boîte à mitraille projette des centaines de micro-projectiles comparables aux plombs d'un fusil de chasse.
Les types de boulets sont divers : boulet simple, boulets ramés avec des chaînes, boulets encastrés avec des « ailes », boulets conjugués, boulets chauffés à blanc, etc.
D'autre part, dans le cadre d'un siège, le tir peut être direct lorsqu'il s'agit de détruire une muraille visible ou atteindre des hommes en position sur celle-ci. Il peut être parabolique (= plongeant), c'est-à-dire avec un angle de tir supérieur à 45° pour détruire les objectifs militaires ou civils protégés au milieu de la citadelle. Cet effet physique crée un effet psychologique multiplicateur souvent décisif. C'est pourquoi, à la Renaissance, se développent des systèmes de fortifications « à l’italienne » qui mettent notamment à défilement les murailles des citadelles dans des fossés pour éviter les coups directs de l'artillerie sur la maçonnerie.

### Les évolutions
Au début du XVIIe siècle, l'artillerie demeure une arme auxiliaire. Sa construction, sa mise en œuvre, sa logistique et son organisation restent entre les mains d'une administration civile. Elle reste l'apanage des puissants, ceux qui peuvent se payer des canons, « ultima ratio regum » (« l'argument ultime des rois ») proclame la devise de l'artillerie de Louis XIV. Elle déploie des matériels divers, pléthoriques et très peu standardisés. La guerre de Trente ans qui concerne toute l'Europe oblige à une rationalisation radicale qui dure jusqu'à la fin des guerres napoléoniennes.

#### Réorganisation de l'artillerie
En 1630, le roi de Suède Gustave-Adolphe constitue une nouvelle artillerie, plus mobile et plus légère. Il limite le nombre de calibres disponibles. Il établit une distinction entre l'artillerie lourde destinée aux sièges, à la guerre de position ou à la protection des franchissements, l'artillerie de campagne, qui appuie l'infanterie, l'artillerie légère qui est mise en œuvre par les fantassins eux-mêmes.

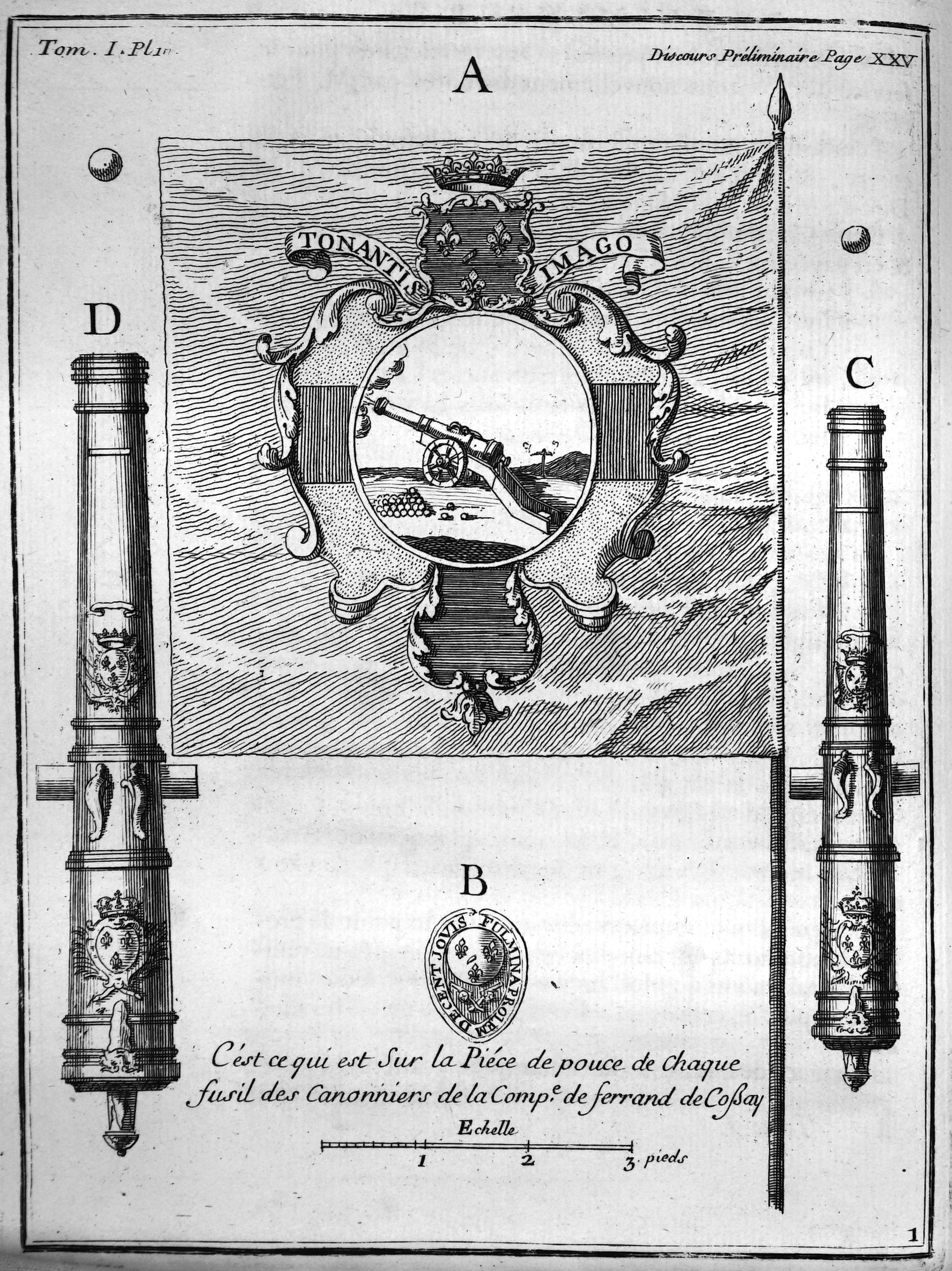
La compagnie d'artillerie de Ferrand de Cossoy, début XVIIIe siècle.

En France, à partir de 1668, l'administration de l'artillerie est militarisée. Six compagnies, quatre de canonniers et deux de bombardiers sont créées. En 1671 est créé le corps des fusiliers du roi qui a pour mission la garde et le service de l'artillerie royale. Une école d'artillerie jouxtant l'université de Douai est fondée par Louis XIV en 1679. Par la suite, un grand nombre d'écoles d'artillerie, nationales et régimentaires sont créées. L'ensemble des unités est regroupé en 1693 dans un régiment, le Royal-Artillerie. En 1765, après un siècle d'organisation sous l'égide de Louis XV et de militaires comme François de Jaunay, l'artillerie française est articulée en sept régiments et dispose alors d'une solide formation dans les nombreuses écoles de France. Le modèle des pièces est rationalisé et standardisé dans un système connu sous le nom de « système de Vallière ».
L'artillerie est employée répartie sur l'ensemble de la ligne de bataille en batteries de quatre à dix pièces. Le combat commence par une canonnade, puis, alors que la bataille se développe au contact de l'ennemi, elle tire « à mitraille ».
En Angleterre, l'artillerie est militarisée à partir du 26 mai 1716, date à laquelle le roi George Ier décide de fonder deux compagnies permanentes de 100 hommes installées à Woolwich. En 1720, le terme de Royal Artillery est utilisé pour qualifier les deux compagnies. Le 1er avril 1722, le Royal Regiment of Artillery est créé à partir des deux compagnies originelles auxquelles sont jointes deux compagnies supplémentaires et deux compagnies indépendantes de Gibraltar et de Minorque. En 1741, la Royal Academy of Artillery et l'arsenal royal sont créés à Woolwich. En 1757, le régiment comprend deux bataillons de douze compagnies chacun. En 1748, trois compagnies sont créées en Inde, au Bengale, à Madras et à Bombay. En 1771, le régiment compte quatre bataillons de huit compagnies soit trente-deux au total. En novembre 1793 sont créés deux groupes de Royal Horse Artillery, destinés à accompagner les unités de cavalerie.

#### Développements de nouveaux modèles de pièces
Le mortier est inventé au début du XVIIe siècle pour surmonter l'amélioration des fortifications. Il est introduit peu à peu en Hollande puis en France. Le mortier est un tube court destiné à tirer des projectiles en tir plongeant par-dessus des obstacles. Les projectiles peuvent être inertes, de grosses masses, ou bien explosifs. Dans ce dernier cas, ils prennent alors le nom de bombes. Les bombes sont de gros boulets creux bourrés de poudre noire. Une petite lumière est percée dans leur paroi et une courte mèche à combustion lente y est introduite. La longueur de la mèche est calculée de manière que la bombe éclate au moment de l'impact contre l'objectif ou bien, la durée de combustion pouvant varier d'une mèche à l'autre, une fraction de seconde avant ou après l'impact. La mèche de mise à feu de la charge explosive contenue dans la bombe est allumée séparément quelques secondes avant le départ du coup, à l'aide d'un boute-feu manié par un servant ou bien par l'intermédiaire de la flamme du tir.
Un tube appelé obusier, d'une longueur intermédiaire entre celle du canon et celle du mortier, est alors développé pour lancer de tels projectiles.
Des pièces d'artillerie légère « à la suédoise » développées en 1732 sont introduites avec beaucoup de réticence dans les régiments d'infanterie français.
Au milieu du XVIIIe siècle, le roi de Prusse Frédéric II invente l'artillerie à cheval, capable de suivre et de soutenir la cavalerie.
L'artillerie prussienne sert de modèle à l'ensemble des artilleries du continent. Jean-Baptiste de Gribeauval est chargé de la réforme de l'artillerie française sur ce modèle.
Deux personnages parfois rivaux donnent aux rois de France une artillerie digne de leurs ambitions.

##### Jean-Florent de Vallière (1667-1759)
Directeur de l'artillerie en 1720, Jean-Florent de Vallière réorganise l'artillerie composée de deux régiments, le Royal Artillerie et le Royal Bombardiers, en cinq bataillons de huit compagnies chacun, chaque compagnie regroupant une centaine d'hommes. On lui doit la réduction du nombre des calibres désormais limités à cinq : 4, 6, 8, 12 et 24 livres. Il rationalise la production des canons, notamment par l'amélioration des techniques de coulée. Le système de Vallière est approuvé le 7 octobre 1732.

##### Jean-Baptiste Vaquette de Gribeauval (1715-1789)
Inspecteur de l'artillerie en 1764, il cherche à organiser une artillerie la plus adaptée aux tâches qui lui sont demandées.
À cet effet, il divise l'artillerie en quatre catégories :
- l'artillerie de campagne, destinée à accompagner les troupes en campagne, composée de trois types de canons : 4, 8 et 12 livres et d'un type d'obusier de 8 pouces.
- l'artillerie de siège, destinée à appuyer les sièges des places fortes, composée de 4 types de canons de 8, 12, 16 et 24 livres et de quatre types de mortiers de 8, 10 court, 10 long et 12 livres. Elle dispose de munitions propres à la destruction des fortifications et, notamment, des boulets fusants. Elle est équipée d'affûts qui permettent une certaine mobilité.
- l'artillerie de place, destinée à équiper la défense des places fortes, composée des mêmes pièces que l'artillerie de siège. La différence réside dans les affûts non mobiles, adaptés aux fortifications qu'elle protège. Les artilleurs qui la servent sont généralement des sédentaires.
- l'artillerie de côte, destinée à défendre les côtes. Elle est équipée de modèles de canons disparates. Elle est généralement mise en œuvre par des unités d'artillerie sédentaires composées d'artilleurs vétérans inaptes au service dans les autres catégories.

Pour l'ensemble de l'artillerie :
- Pour améliorer la précision, il fait adopter la ligne de mire et la vis de pointage.
- Pour améliorer la cadence de tir, il fait adopter la gargousse standard, la cartouche à boulets et à mitraille.
- Pour améliorer la maintenance et l'interopérabilité, il fait construire des affûts selon un modèle type qui comprend notamment deux positions pour les tourillons : position de transport et position de combat. Il organise l'interchangeabilité des pièces.

Pour l'artillerie de campagne :
- Il invente la prolonge, un système d'attelage articulé qui permet de manœuvrer la pièce sans dételer les chevaux, puis de dételer ceux-ci très rapidement.
- Il invente la bricole, sorte de harnais qui permet aux servants d'amener par eux-mêmes la pièce en position sur le pas de tir et mettre ainsi à l'abri les chevaux à proximité de l'ennemi.

Le système Gribeauval est approuvé par l'ordonnance du 13 août 1765. Il est le système officiel de l'armée française jusqu'en 1827, date de la mise en place du système Valée. À la Révolution, l'artillerie est devenue une arme nouvelle qui compte de plus en plus sur les champs de bataille. Elle commence à intéresser les théoriciens comme du Puget, le baron du Teil, le comte de Guibert et Scharnhorst. La France a pour réputation d'avoir la meilleure artillerie d'Europe et surtout, de savoir s'en servir.
De Vallière et Gribeauval sont à la fois complémentaires et rivaux : complémentaires parce que Gribeauval appuie sa réforme sur la standardisation des calibres de De Vallière, rivaux parce qu'ils ont une conception différentes de l'artillerie. De Vallière tend à favoriser les gros canons moins mobiles mais plus puissants ; Gribeauval, lui, préfère des canons plus petits mais plus mobiles et proches du champ de bataille. Bien que disgracié pendant dix ans par le fils de De Vallière, de 1764 à 1774, c'est Gribeauval qui l'emporte. Ses canons légers et mobiles, qu'il dit aussi puissants, aussi robustes et d'une portée équivalente à celle des gros canons lourds de De Vallière, équipent l'artillerie de la Révolution et de l'Empire.
Le système Gribeauval est modifié à la marge à la suite des campagnes de la Révolution et de l'Empire.
Au niveau de l'organisation :
- à partir de 1809 et pour faire face aux besoins immédiats de l'infanterie, chaque régiment est doté de deux canons, généralement des pièces autrichiennes de trois livres ;
- pour lutter contre les éventuelles incursions de la marine anglaise, l'artillerie de côte est notablement renforcée et comprend 114 compagnies en 1809.

Au niveau du matériel, il est supplanté en partie par le système de l'an XI qui comprend :
pour l'artillerie de campagne :
- deux calibres principaux, le canon de 12 et le canon de 6. Ce dernier, qui n'existe pas dans le système Gribeauval, est directement issu des canons pris à l'ennemi chez qui ce calibre est prépondérant. Les canons ainsi utilisés sont soit le résultat de prises, soit le réalésage du canon de 4 devenu superflu ;
- des caissons et des avant-trains allégés et simplifiés destinés à améliorer la vitesse de manœuvre.

Le système Valée lui fait suite à partir de 1827. Il reste dans la logique Gribeauval, dont il garde beaucoup d'aspects.
Il résulte des constatations faites à la fin des campagnes napoléoniennes, notamment sur l'artillerie anglaise, apparue plus mobile et plus efficace que l'artillerie française. Il consiste donc :
- dans une réadaptation des calibres Gribeauval aux situations tactiques de l'époque avec :
  - deux modèles de canons de siège de 16 et 24 livres ;
  - deux modèles d'obusiers de campagne de 25 livres et de six pouces (150 mm) ;
  - un mortier de siège de huit pouces ;
  - un canon d'artillerie de montagne de 12 livres ;
  - quatre types de mortiers de 8, 10, 12 pouces et un mortier à pierre de 15 pouces ;
- dans une standardisation, une simplification et un allégement des caissons et des avant-trains. Les équipes de pièces sont désormais transportées sur les avant-trains et se déplacent ainsi à la vitesse de l'infanterie et de la cavalerie. La distinction entre artillerie à pied et artillerie à cheval est ainsi beaucoup moins pertinente. Les régiments sont donc désormais régiments d'artillerie, sans distinction d'arme.

#### Influence du développement de l'artillerie sur la fortification
Des leçons tirées de la guerre de Trente ans, Vauban conçoit un nouveau système de fortification adapté aux progrès de l'artillerie car bien moins vulnérable aux projectiles. De même, il conçoit des techniques d'emploi de l'artillerie pour venir à bout de ces mêmes fortifications, notamment le tir dit de saignée pour ouvrir la brèche dans les murailles et le tir à ricochet (le boulet est tiré avec une charge de poudre plus faible de manière à avoir juste assez de vitesse et d'inertie pour passer au-dessus des parapets derrière lesquels se tient l'artillerie des défenseurs, puis à s'abattre transversalement au milieu de celle-ci en fauchant les canons et leurs servants.

### Les évolutions du XIXe siècle vers une arme déterminante
Pendant tout le XIXe siècle et jusqu'à la guerre de 1914, l'artillerie devient un élément déterminant du champ de bataille. Elle prend une nouvelle dimension avec les campagnes de la Révolution et de l'Empire, elle joue un rôle essentiel dans les batailles du XIXe et trouve l'apogée de son emploi pendant la Première Guerre mondiale où elle démontre à la fois sa puissance mais aussi ses insuffisances.

#### L'artillerie pendant la Révolution et l'Empire
L'artillerie prend de plus en plus d'importance de par son efficacité sur le terrain et l'origine militaire de Napoléon Ier ainsi particulièrement sensible à son emploi.

#### Organisation

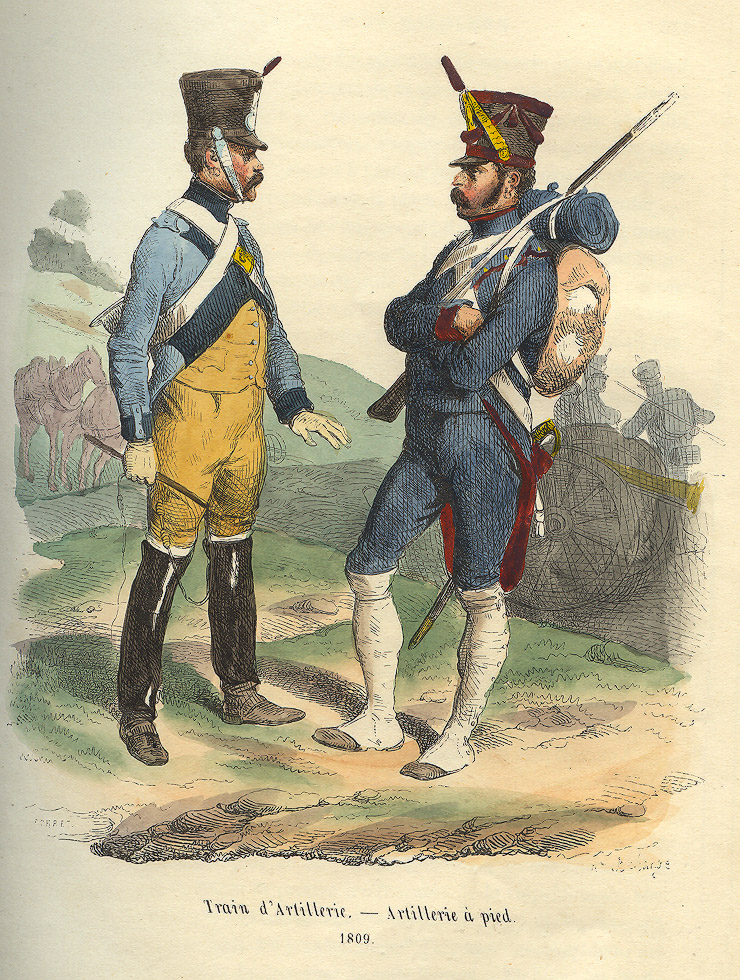
Artilleur du train (à gauche) et à pied de l'époque napoléonienne.

Le 29 octobre 1790, l'artillerie française devient une arme à part entière. Elle dispose des sept régiments à deux bataillons de dix compagnies de l'Ancien Régime. Elle conserve surtout et beaucoup mieux que l'infanterie, les cadres de l'Ancien Régime comme Bonaparte qui ont cultivé l'excellence et qui la mette à disposition des armées de la République. Tout au long de la période, elle ne cesse de s'étoffer et de s'améliorer.
Sur le plan technique, l'artillerie de la Révolution et de l'Empire n'a guère évolué car elle reste essentiellement fondée sur le système de Gribeauval, hérité de l'Ancien Régime. Il ne sera pas notablement amélioré pendant la période. La supériorité dont elle fait preuve tient à sa quantité et à son emploi stratégique et tactique.
L'emploi de l'artillerie française est caractérisé par trois points forts : sa mobilité, sa proximité de l'infanterie et sa capacité de concentration instantanée et la qualité professionnelle de ses personnels.

##### Mobilité
La mobilité tactique de l'artillerie tient à ses batteries d'artillerie à cheval, surnommée « artillerie volante ». Neuf compagnies d'artillerie à cheval sont créées en 1790. Elles deviennent une pièce maîtresse de la supériorité française dans les campagnes et sur les champs de bataille grâce à leur mobilité, leur souplesse, leur réactivité et leur esprit offensif. Elles acquièrent leur indépendance le 7 février 1794 sous le nom d'« artillerie légère ».
La mobilité stratégique tient en grande partie à son organisation. Un ensemble complet de soutiens adapté à ses qualités est progressivement créé. Le transport effectué par des entreprises civiles sous l'Ancien Régime est progressivement militarisé. Le train des équipages est officiellement créé le 26 mars 1807. Les pontonniers destinés à faciliter ses franchissements sont créés en une spécialité séparée attribuée au génie le 23 octobre 1793.
Sont ajoutées progressivement à l'ensemble des compagnies d'ouvriers, des unités de vétérans chargés de mettre en œuvre l'artillerie de place, des unités d'artillerie côtières et des fonctionnaires chargés de l'entretien et de la surveillance des matériels au sein de parcs d'artillerie, centre de réparation et de stockage. Par ailleurs, dix sept compagnies coloniales sont créées le 3 avril 1804 pour protéger les colonies et une artillerie de la Garde est constituée.

##### Proximité de l'infanterie et capacité de concentration instantanée
Le principe consiste à faire en sorte que l'artillerie soit proche de l'infanterie pour soutenir son action à tout moment. Dès le début de la Révolution, deux pièces sont attribuées à chacun des bataillons de la Garde nationale. Au cours des années 1810-1811, Napoléon fait distribuer deux pièces d'artillerie à chacun des régiments d'infanterie pour rapprocher l'artillerie du cœur du combat, renforcer les fantassins et compenser ainsi leur moindre qualité.
Cependant, l'artillerie est capable de se concentrer rapidement aux ordres de l'Empereur ou du général en chef dans une « grande batterie » pour appuyer l'effort majeur de la bataille, ouvrir la route à la cavalerie et forcer ainsi la décision.

##### Qualité professionnelle de ses personnels
L'artillerie bénéficie d'une gestion particulière de ses personnels. Elle cultive une excellence qui s'est perpétuée jusqu'à aujourd'hui. Elle reçoit les gens les plus brillants. L'artilleur est un soldat très aguerri. Son apprentissage est long et repose sur un entraînement minutieux répété incessamment et quelles que soient les conditions du combat. Les artilleurs inaptes au service en campagne sont regroupés dans des compagnies de vétérans qui ont un rôle de police sur les territoires de l'Empire.

##### Généralisation de ces règles d'emploi aux autres artilleries
Tout au long de la période, les adversaires de la Révolution et de l'Empire n'ont de cesse que d'imiter le modèle napoléonien qui est un des facteurs indéniables de la supériorité des armées françaises.

#### Des développements considérables dus à l'industrialisation
Dès le début du XIXe siècle, l'artillerie fait l'objet d'études nombreuses tant pour améliorer le matériel, tubes, poudres, etc., que pour optimiser la balistique. Ces évolutions changent son emploi et sa mise en œuvre du tout au tout.

##### Les poudres
Depuis le Moyen Âge, l'artillerie utilisait exclusivement de la poudre noire dont les défauts étaient clairement identifiés. Outre la fumée qu'elle générait au départ, qui la faisait immanquablement repérer et qui recouvrait le champ de bataille du « brouillard de la guerre », sa puissance laissait à désirer et son dosage précis était très difficile ce qui limitait automatiquement la maîtrise des effets et de la portée. Au XIXe siècle, des études permettent d'inventer de nouvelles poudres. Dès les années 1830, de nouveaux explosifs sont inventés. Plus puissants que la poudre noire, ils ont l'avantage de faire peu de fumée. Un mélange de coton, de sciure de bois et d'acide nitrique - le fulmicoton - est inventé par un chimiste français Henri Braconnot. De même, la nitroglycérine est découverte en Italie et la nitrocellulose aux États-Unis. Toutefois, ces explosifs sont instables et après des essais infructueux, ils ne peuvent être produits en masse. Il faut donc attendre le début des années 1880 pour trouver des formules de stabilisation. La nitrocellulose est plastifiée avec un mélange d'éther et d'alcool. Le fulmicoton et la nitroglycérine sont de même stabilisés pour donner un mélange du nom de cordite.
Ces poudres servent à la fois à l'amorçage, à la propulsion et à l'explosion des munitions.
Jusqu'au milieu du XIXe siècle, l'amorçage est assuré par de la poudre noire finement moulue, le pulvérin, que l'on met dans la « lumière », sorte de trou fait dans la partie arrière du canon, et qui doit être allumé à l'aide d'un boute-feu, sorte de tige en corde dont un bout se consume. Outre le fait que le boute-feu est source de risques car il peut enflammer la poudre ambiante, le pulvérin craint l'humidité et peut faire « long feu », c'est-à-dire ne pas transmettre la flamme ou ne le faire qu'après un certain délai. Les nouvelles poudres sont conditionnées sous forme d'étoupilles, sortes de capsules hermétiques dans lesquelles sont mises des poudres relativement instables et qui sont mises à feu par la percussion d'une amorce. Ces étoupilles sont mises dans une « lumière » ou directement incluses dans les douilles des projectiles et transmettent ainsi l'explosion aux gargousses.
De même, la propulsion est assurée par de la poudre noire qui est grossièrement dosée à l'aide de cuillères, introduite par la bouche de la pièce, tassée par un écouvillon et éventuellement complétée par une bourre. Naturellement, avec des facteurs aussi approximatifs, la portée des canons est très aléatoire, et la cadence de tir très lente est dépendante de longues périodes d'entraînement des servants. Avec les nouvelles poudres dont la composition est très précisément contrôlée et dont le conditionnement, en gargousses correspondant à des charges très rigoureusement dosées, les portées sont maîtrisées. Des tables de tir, résultat d'expérimentations normées, sont établies et comprennent la portée exacte générée par la combinaison charge / angle de tir ainsi que la « fourchette » qui correspond à l'écart probable circulaire obtenu lors des essais.
À partir de 1850, l'artillerie connaît des améliorations en cascade qui amènent au summum qu'elle atteint avec la Première Guerre mondiale.

##### Les projectiles
Jusqu'au milieu du XIXe siècle, l'effet de l'artillerie contre les troupes et contre les fortifications est essentiellement mécanique, (cf. Les effets de l'artillerie). Dès 1776, on s'aperçoit que la forme optimale d'un projectile d'artillerie est la forme cylindro-ogivale mais ce n'est qu'à partir de 1886, qu'il devient le projectile de base de l'artillerie en raison notamment de l'invention des nouvelles poudres. Très vite l'obus sonne la fin du boulet. Il est fabriqué en acier, et rempli de mélinite. Sa forme pointue permet d'obtenir une pénétration optimale dans l'air et rend les canons plus efficaces car elle augmente de manière significative leur portée. À calibre constant, elle permet une augmentation très importante de la charge explosive par rapport au boulet sphérique et permet une multiplication des types de projectiles. Enfin, elle assure une meilleure maniabilité des munitions pour le servant comme pour la logistique.
En 1784, le lieutenant anglais Shrapnel invente un projectile plein de poudre et de billes en acier qui explose en l'air à une distance donnée et qui a des effets dévastateurs sur l'infanterie. Il est utilisé en quantité à Waterloo en 1815.
À l'issue de cette évolution, la gamme des obus disponibles permet de varier de manière considérable les effets obtenus en fonction des caractéristiques de l'objectif. Cette variété est multipliée grâce à l'invention de la fusée, dispositif qui permet de commander leur explosion.
Jusqu'au milieu du XIXe siècle, les projectiles sont rarement explosifs. Lorsqu'ils le sont, les dispositifs de mise à feu du projectiles sont sommaires et peu fiables. Soit, la mise à feu est indépendante, au moment du tir, l'obus est amorcé à l'aide d'un pulvérin ou d'une mèche auquel un servant met le feu grâce à un boutefeu, soit on compte sur le feu de la poudre de propulsion pour allumer le dispositif. Outre le fait qu'ils sont dangereux, ces moyens sont très approximatifs notamment parce que le calcul du retard est très difficile. La fusée, inventée à partir des années 1880, permet de régler avec précision le moment d'explosion de l'obus. Elle est soit fusante, pour faire exploser l'obus en l'air à proximité du sol et neutraliser ainsi les fantassins et les objectifs « mous », soit percutante. La percussion peut se faire au contact ou elle peut être retardée afin de laisser l'obus s'enfoncer dans le sol par l'énergie cinétique et détruire ainsi les tranchées ou les fortifications enterrées. Leur mode de fonctionnement peut être très varié. Elles peuvent être pyrotechniques comme sur l'obus explosif fusant de 75 où un serpentin de poudre est percé au niveau de retard désiré et mis à feu avec la poudre de propulsion. Elles peuvent être percutantes, à l'aide d'un simple dispositif d'amorce qui explose au contact.

##### Les tubes
L'évolution de la technologie des tubes se fait selon cinq critères : la solidité, la légèreté, les rayures, le chargement par la culasse et la maîtrise du recul.

###### La solidité
L'amélioration de la solidité est nécessaire pour que le tube résiste aux pressions générées par les nouvelles poudres et les aménagements apportés aux projectiles.
L'acier remplace le bronze et la fonte dès le milieu du XIXe siècle et montre sa supériorité non seulement en matière de solidité mais aussi de légèreté.

###### La légèreté
L'amélioration de la légèreté permet de rendre l'artillerie de campagne plus mobile et plus apte à suivre au plus près les troupes de mêlée. Le remplacement du bronze et de la fonte par l'acier en est un facteur déterminant. L'enjeu consiste par ailleurs à établir un double équilibre entre la minceur des parois du tube et sa résistance à l'éclatement d'une part et entre la longueur du tube/ le calibre et les performances désirées d'autre part, tout en gardant aussi une vue sur sa longévité (coups compensés : nombre de coups à charge maximales autorisés dans la vie du canon) et sa solidité/rusticité.

###### Les rayures
Les rayures internes du tube, (rayures hélicoïdales dont le pas — nombre de tours sur elles-mêmes effectués sur une longueur d'un mètre — permet de déterminer la vitesse de rotation du projectile) apparues vers 1858 et systématisées très rapidement dans toute l'Europe à partir de cette date, permettent d'améliorer notablement la précision et la portée du canon. Elles sont associées à des ceintures de forcement en métal mou (initialement du plomb ou de l'étain et ultérieurement du cuivre) placées sur le corps de l'obus. D'une part, les rayures impriment au projectile un mouvement de rotation sur lui-même extrêmement rapide qui lui confèrent un effet gyroscopique assurant une stabilité et un équilibre quasi parfait sur la trajectoire. D'autre part, ces bandes de métal tendres qui ceinturent l'obus limitent les déperditions des gaz de propulsion et permettent de jouer précisément sur le dosage de la poudre pour maîtriser la portée.

###### Le chargement par la culasse
Le chargement par la culasse amène deux améliorations majeures. D'une part, il favorise la rapidité du tir en limitant les déplacements et les manœuvres des servants pour recharger la pièce. D'autre part, il permet d'installer sur les canons des boucliers qui protègent ces mêmes servants des tirs d'infanterie ou des éclats d'obus pour qu'ils puissent agir au plus proche des lignes de front. Il oblige, par ailleurs, un conditionnement standard de la munition, des charges pesées avec précision et conditionnées dans des gargousses numérotées et, pour certains calibres, des douilles en métal ductile (bronze, fer blanc).

###### La maîtrise du recul
La maîtrise du recul favorise la rapidité du tir car elle permet de tirer plusieurs projectiles à la suite sans avoir à repointer la pièce, tâche très souvent critique dans la mise en œuvre de l'artillerie. Elle fait l'objet d'une concurrence technologique effrénée entre les nations et entre les fabricants de canon.
Depuis le Moyen Âge, de nombreuses techniques avait été recherchées pour limiter les effets du recul mais ce n'est qu'à la fin du XIXe siècle qu'il est convenablement maîtrisé.
Les premiers dispositifs anti-recul sont fondés sur des cordes qui lient la pièce à un point fixe puis des patins ou des sabots mis sur les roues de l’affût, et la bêche qui permet d'ancrer la flèche dans le sol. Mais s'ils le limitent, ils ne le suppriment pas.
La deuxième génération est fondée sur le principe du frein hydraulique que Krupp développe dès les années 1880 mais que les Français maîtrisent brillamment avec le canon de 75 mm modèle 1897 qui leur donne des années d'avance en matière d'artillerie de campagne.

###### L'amélioration des techniques de pointage

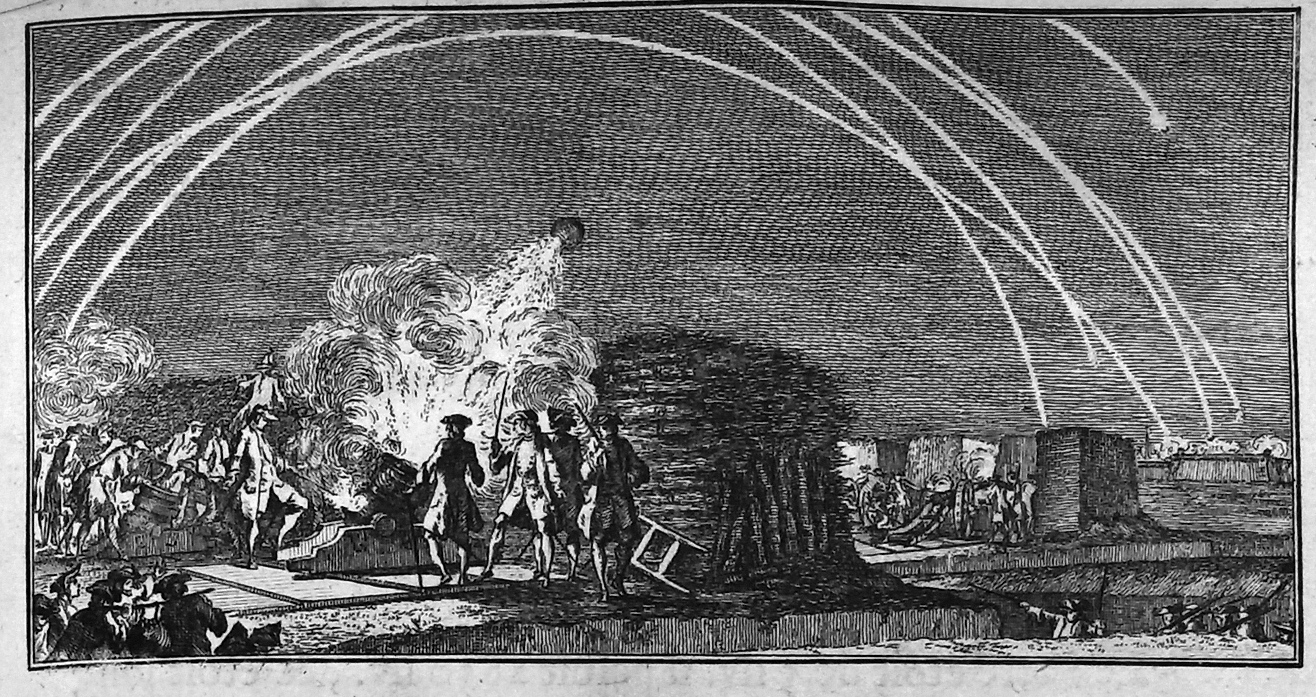
Place de tir au début du XVIIIe siècle in : Mémoires… par Pierre Surirey de Saint-Remy.

Jusqu'à la veille de la Première Guerre mondiale, l'artillerie agit en soutien de l'infanterie en tir quasiment direct. À quelques rares exceptions, l'artilleur voit son objectif. À partir des années 1890 grâce à l'allongement des portées, les techniques de pointage s'améliorent pour lui permettre d'effectuer des tirs indirects plongeant ou verticaux. Ce développement a plusieurs avantages. L'artillerie n'est plus à vue directe de l'adversaire et peut se placer derrière des obstacles ou des défilements, à des distances qui la protègent des tirs d'infanterie et des tirs directs de l'artillerie adverse, ce qui réduit d'autant sa vulnérabilité. Les nouvelles poudres sans fumée la rendent d'autant plus difficile à repérer. C'est pourquoi ses feux sont devenus de plus en plus imprévisibles et l'effet psychologique de ses coups en est largement augmenté. Toutefois, pour ce faire, il lui faut de nouvelles techniques et de nouvelles procédures de tir que les différentes artillerie ont du mal à intégrer dans leurs modes d'action.
Le tir indirect devient donc le mode privilégié de tir dans l'artillerie allemande en 1890. L'artillerie britannique s'y exerce à partir de cette date et l'expérimente en réel lors de la guerre des Boers. Quant à l'armée française, elle prend du retard en la matière. Les pièces d'artillerie lourde développées au début du XXe siècle en France comme l'obusier de 155 Rimailho voient même leur portée volontairement limitée pour éviter la tentation du tir indirect à longue distance. Il faut attendre les débuts de la Première Guerre mondiale pour qu'elle se rende vraiment compte de son utilité et qu'elle l'adopte définitivement.
La problématique des techniques de pointage consiste à relier géométriquement l'objectif avec les batteries dans un système commun de référence en trois dimensions (latitude=x, longitude=y, altitude=z).
Pour acquérir l'objectif, un observateur qui doit être au plus prêt des troupes appuyées devient nécessaire. Il doit déterminer les coordonnées de l'objectif dans le système de référence commun et régler les tirs au mieux. À cet effet, il lui faut des matériels topographiques légers et performants (jumelles, longues-vues, télémètres, théodolites, boussoles, etc.) qu'il utilise au plus proche des unités d'infanterie appuyées.
La séparation entre le fantassin et ses appuis obligent au développement des matériels de transmission des données qu'il acquiert (Estafettes, téléphone, radio, etc.), nonobstant des protections pour lui permettre d'effectuer ses opérations sous le feu (boucliers, observatoires cuirassés, etc.) à partir d'une situation dominante donc facilement repérable.
Les données ainsi acquises sont transmises à la batterie où elles sont transformées en termes d'artillerie pour la batterie entière (type d'objectif, effet physique à obtenir, dimension géographique de l'effet à obtenir, modification des termes pendant le tir, etc.) et pour chaque pièce (type d'obus, type de charge, type et réglage des fusées, azimut, angle et instructions de coordination). Elles peuvent aussi servir à la coordination des feux de tous les moyens d'appui disponibles sur un champ de bataille. La batterie elle-même doit être précisément repérée dans le système de référence commun. Son efficacité se fonde donc sur une topographie précise, en situation comme en angles, acquise grâce à des théodolites et des télémètres, pour la topographie, des goniomètres et des jalons pour l'orientation des pièces et des techniques de calcul performantes mais simples, pour réagir rapidement et limiter les erreurs.
D'autres éléments sont peu à peu pris en compte, l'homogénéité des lots de poudre et d'obus, la température de la poudre, l'usure du tube, les éléments aérologiques (vitesse et orientation des vents par couche, température et densité de l'air, etc.), et même rotation de la terre pour améliorer encore la précision.
Le grand inconvénient du tir indirect est le tir fratricide, relativement commun pendant la Première Guerre mondiale. En effet, outre le fait que l'artilleur ne voit pas son objectif, plus les données du tir sont complexes et plus les chances d'erreurs sont grandes. Des systèmes d'alerte sont mis en place pour éviter cet état de fait mais ils ont du mal à s'imposer dans la mêlée du combat.

##### L'organisation
Avec le système Valée, la batterie de quatre à huit pièces devient l'unité élémentaire de l'artillerie. Elle regroupe la partie artillerie proprement dite et sa logistique immédiate, les trains de combat qui la rend plus autonome et permet sa répartition au sein des divisions. La logistique générale est assurée par des unités spécifiques de l'artillerie, du train des équipages, arme devenue autonome et des parcs d'artillerie. Cette répartition reste la règle quasiment jusqu'à nos jours.

#### Le cas particulier de l'artillerie de marine

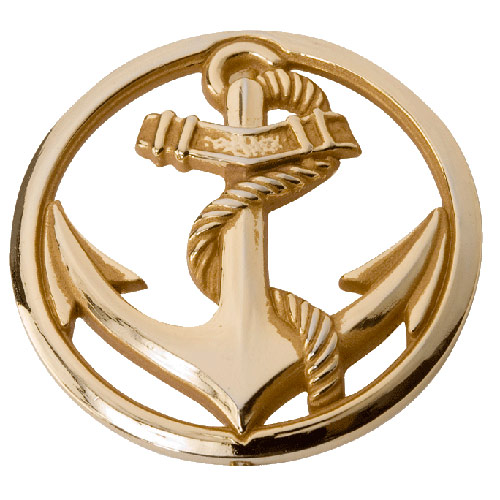
Insigne de béret des troupes de marine.

L'artillerie de marine connaît un développement spécifique mais fondé sur les avancées technologiques de l'artillerie de campagne.
En effet, l'artillerie de marine a une double mission, une mission prioritaire, la bataille navale entre navires et une mission secondaire, qui devient de facto une mission essentielle, l'appui des troupes au sol avec une triple perspective :
- soit une perspective amphibie, où les pièces de bord assurent l'appui d'opérations de débarquement ;
- soit une perspective terrestre, avec des pièces débarquées qui assurent l'appui lors de la progression terrestre ;
- soit une perspective mixte à l'aide de pièces placées sur des canonnières, des moniteurs ou des barges fluviales qui suivent la progression le long des fleuves et des rivières.

La première perspective donne aux artilleurs de marine le surnom de "bigors" par allusion aux bigorneaux qui s'accrochent aux rochers pour pouvoir tirer.
Les relations entre l'artillerie de marine et l'artillerie terrestre sont relativement complexes dans la mesure où les deux domaines s'influencent grandement, notamment au point de vue technologique. Mais, pour des raisons à la fois, techniques, la spécificité des missions respectives, mais aussi de susceptibilité, elles connaissent un développement différencié que la nécessité fait se rapprocher.

### La montée en puissance tout au long des conflits du XIXe siècle
À partir de 1850, les conflits qui suivent font montre d'une contradiction qui va en s'atténuant entre les modes d'action de l'artillerie, empreints d'un conservatisme certain et la technologie dont les conséquences sur le combat ne sont pas totalement restituées.

#### La guerre de Crimée
La guerre de Crimée apporte surtout des enseignements en matière d'artillerie de siège, puisque l'opération majeure de ce conflit est le siège de Sébastopol (1854-1855). Elle met essentiellement en œuvre des pièces de l'ancien modèle, en bronze ou en fonte, à âme lisse et à chargement par la bouche, boulets pleins, obus explosifs sphériques et boulets chauffés au rouge. Les pièces à âmes rayées y sont utilisées de manière anecdotique. L'avancée le plus notable est l'intervention des batteries blindées flottantes françaises qui constituent une valeur ajoutée et une différence essentielles dans l'action des assaillants.
Ce qui la caractérise est l'ampleur et l'intensité de l'usage de l'artillerie par les belligérants ainsi que les mesures prises par les Russes pour limiter ses effets sur la ville. Des préparations d'artillerie considérables sont effectuées. Le 17 octobre 1854, les alliés bombardent pour la première fois Sébastopol et la réaction russe permet, par son intensité, de faire taire les canons français et anglais. Le camp retranché est bombardé quotidiennement de manière plus ou moins intensive. À Pâques 1855, du 8 au 19 avril, il est pilonné pendant 11 jours. Mais les effets de ce harcèlement sont annihilés par l'organisation russe qui reconstruit pendant la nuit ce qui est détruit le jour. Les fortifications de circonstance, tranchées, casemates en terre et tunnels jouent un rôle essentiel dans la résistance de la place qui dure près d'un an.
L'assaut qui entraîne la chute de la place est donné sur le Redan et la tour de Malakoff après un pilonnage de trois jours du 5 au 8 septembre 1855. La guerre de Crimée démontre donc les effets relativement limités de l'artillerie sur les fortifications de circonstance et sur la volonté de résistance, caractéristiques qu'on retrouve pendant la Première Guerre mondiale.

#### La guerre de Sécession

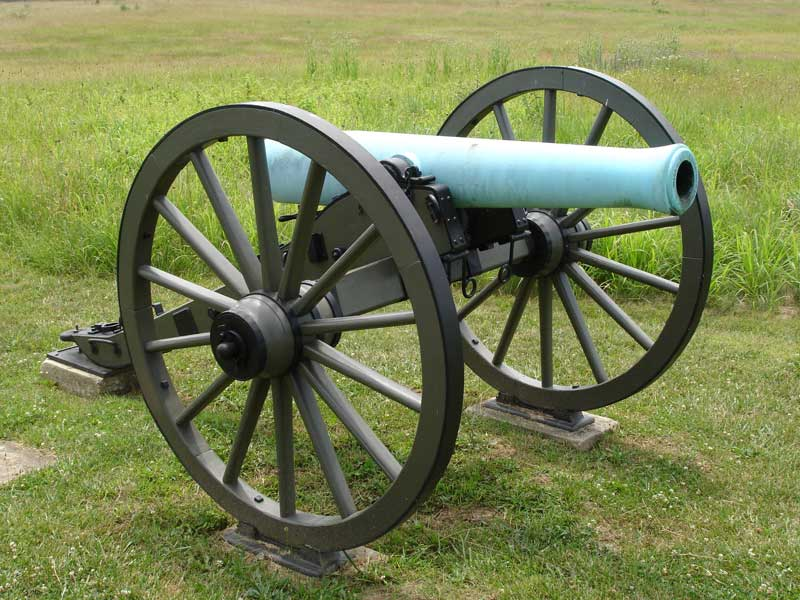
canon de 12 livres, M1857, « Napoléon ». Le plus utilisé par les armées nordistes comme sudistes.

La guerre de Sécession, en matière d'artillerie, marque tout particulièrement la contradiction signalée en introduction, au point où l'artillerie de l'Union, qui comprenait une majorité de pièces rayées au début de la guerre, n'en comprend plus qu'un tiers à la fin. Cette régression tient à trois facteurs. D'abord, les distances de combat traditionnelles ne dépassent pas les 1 000 m, ce qui ne met pas en valeur la précision que les rayures apportent au tir d'artillerie à longue distance. Ensuite, le terrain bocager, agricole et boisé dans lequel se déroulent les combats ne favorise pas les tirs à longue portée. Enfin, la fiabilité des projectiles explosifs est mise à mal à la fois par leur mauvaise qualité et par le terrain meuble qui favorise les obus non explosés.
Toutefois, certains combats mettent en évidence de manière cruciale, la supériorité de l'artillerie rayée comme la bataille de Malvern Hill, le 1er juillet 1862, où l'artillerie de l'Union décime l'infanterie et l'artillerie adverses par la précision de ses coups. De même, lors de la bataille de Gettysburg, du 1er au 3 juillet 1863, les tirs de contre-batterie et antipersonnel de l'artillerie de l'Union jouent un rôle déterminant dans la victoire.
En matière d'artillerie de siège, l'emploi de gros canons fabriqués par Parott, Brooks, Blakely ou Armstrong montrent la fragilité des fortifications en brique de l'époque. La bataille la plus illustrative en la matière est le siège du fort Pulaski. Les leçons en sont tirées par le général von Moltke pendant la guerre franco-prussienne, notamment dans l'attaque des places fortes de Paris et de Strasbourg, dont les forts et les murailles ont été mis en pièces.

#### La guerre austro-prussienne de 1866
La guerre austro-prussienne est aussi marquée par ces conceptions conservatrices du rôle de l'artillerie dans les combats.
L'artillerie de campagne prussienne est plutôt bien équipée de matériels anciens et modernes. Les matériels modernes sont des canons rayés en acier, à chargement par la culasse fabriqué par l'inévitable Krupp. Malheureusement, l'emploi de l'artillerie dans le commandement prussien est relégué au dernier rang. L'artillerie est placée à l'arrière des colonnes de progression et elle est rarement amenée vers l'avant lors des combats de rencontre ou les batailles plus importantes. De plus, elle ne bénéficie pas d'une logistique digne de ce nom. Les batteries disposent de leur dotation initiale et, lorsqu'elles sont employées au combat, elles sont obligées de se retirer dès que cette dotation a été consommée.
De l'autre côté, les Autrichiens sont dotés de tubes en bronze certes rayés mais chargés par la bouche beaucoup moins évolués technologiquement. Toutefois, leur maîtrise tactique est beaucoup plus brillante. Ils sont employés proches de l'infanterie et font preuve d'une mobilité honorable. Aussi, la bataille de Sadowa, le 1er juillet 1866, est une victoire de l'infanterie mais le commandement prussien, qui a bien compris qu'il l'avait échappé belle, s'attache, dès la paix signée, à réformer ses conceptions quant à l'emploi de l'artillerie.

#### La guerre franco-prussienne de 1870
La guerre de 1870 est marquée par la grande supériorité de l'artillerie allemande surtout par sa qualité et son degré d'évolution technologique.
À la suite des leçons tirées de la guerre austro-prussienne, l'artillerie est désormais placé en tête des colonnes de progression, juste derrière les avant-gardes. Elle intervient dès que ces avant-gardes sont accrochées. Toutefois, cette conception la rend vulnérable aux feux d'infanterie et elle fait l'objet de lourdes pertes, en raison notamment des excellentes performances du fusil français Chassepot. C'est le cas lors de l'accrochage confus de Borny, à l'est de Metz, le 12 septembre 1870. Par ailleurs, l'artillerie française qui dispose du système Lahitte de 1859, formé de canons en bronze lisses chargés par la bouche, fait montre d'une maîtrise tactique certaine qui compense sa faiblesse technologique, notamment lors de la bataille de Gravelotte le 18 août 1870. La supériorité de l'artillerie allemande se manifeste totalement lors du siège de Metz ou de la bataille de Sedan où elle écrase les forces françaises depuis les hauteurs qui dominent les places ; quant au canon de 7 modèle 1867, arme rayée moderne à chargement par la culasse, il est trop lourd pour servir de canon de campagne, et n'est vraiment utilisé efficacement que dans la défense de Paris.

#### La guerre russo-turque de 1877-1878
La guerre russo-turque de 1877-1878 est réputée pour être la première guerre moderne avec des fantassins dotés de fusils à répétition et des canons en acier rayés qui se chargent par la culasse. C'est donc le triomphe de Krupp et des producteurs d'armement allemands chez lesquels les deux belligérants se fournissent. Toutefois la tendance à maintenir le combat rapproché et à ne pas profiter des avantages que proposent les canons rayés, entre autres leur grande portée et leur meilleure précision, se manifeste encore.

### LeXXesiècleet les deux guerres mondiales
La révolution industrielle, entamée à la fin du XVIIIe siècle, a pour conséquence la Première Guerre mondiale, première guerre industrielle. La France, qui n'avait que 300 canons au début de la guerre, en possède 5 200 en 1918 et a tiré 250 millions d'obus. La Grosse Bertha allemande, tirant des obus de 1 150 kg, est à elle seule un condensé de prouesses technologiques.

#### Les leçons tirées des conflits de la fin duXIXesiècle
La production de canons fait la prospérité de l'entreprise Krupp, dès 1859. À Essen, les deux cinquièmes de l'acier fondu qui sortent des usines Krupp sont destinés à la fabrication de canons de tous calibres, depuis la petite pièce de campagne de quatre (boulets pesant 4 livres de fer soit un peu moins de 2 kg) jusqu'à des pièces monstrueuses tirant des projectiles de 100, 150 voire 500 kg. À terme, Krupp équipe en canons les Russes, les Britanniques, les Belges, les Italiens, les Turcs, les Autrichiens, les Néerlandais, et même les Japonais.
Dès 1871, les Français tirent les leçons de leur défaite. Ils se lancent dans une intense compétition entre les systèmes proposés par de Reffye, Lahitolle et de Bange. C'est le système de Bange qui en sort vainqueur en raison de sa culasse à vis interrompue — qui est encore utilisée de nos jours. Il se distingue par son système d'obturation performant fondé sur un joint de culasse élastique, la simplicité de son entretien et sa résistance à l'usure. Le canon de base du système est une pièce de 90 mm.
Les Anglais se perdent dans de multiples errements technologiques. Leur choix s'est porté en 1855 sur un canon rayé à chargement par la culasse conçu et développé par la firme Armstrong. Toutefois, ce canon qui participe notamment à la première guerre de l'opium de 1855 à 1860 s'avère si peu performant qu'il est remplacé, en 1863, par un canon Whitworth chargé par la bouche. Ce n'est qu'à partir de 1885 que les Britanniques reviennent au canon à chargement par la culasse.
Les Américains restent sur leur canon de 3 pouces (76,2 mm) qui a été le clou de la guerre de Sécession quasiment jusqu'à la fin du XIXe siècle. Ils développent toutefois un canon de 3,5 pouces (81,2 mm) qu'ils déploient lors de la guerre hispano-américaine de 1898 à Cuba.

#### Les avertissements du début du XXe siècle

##### La guerre des Boers
Bien qu'asymétrique, la guerre des Boers préfigure ce que vont être les futurs conflits du XXe siècle. En matière d'artillerie, elle consiste en un conflit de culture entre d'une part les Britanniques qui suivent une doctrine inspirée par le XiXe siècle, Napoléon puis les Prussiens et les Boers, sans culture antérieures et qui exploitent pleinement les ressources proposées par les progrès techniques cruciaux de l'époque.
Les Britanniques débarquent avec une doctrine très inspirée des conflits napoléoniens confortée par les succès prussiens lors des guerres avec l'Autriche puis la France. L'action de l'artillerie se place délibérément dans le cadre d'une bataille. Elle se résume en deux phases, le "duel d'artillerie" ou chaque artillerie essaye de se neutraliser mutuellement puis l'"appui à l'offensive de l'infanterie". L'artillerie se concentre alors en grosses batteries et elle est employée en masse aux points de rupture planifiés, le tout en terrain découvert, sans aucun défilement d'un coté comme de l'autre. La fumée dégagée par la combustion de la poudre suffit à cacher les pièces des vues. Elle se fonde sur une multiplicité de canons légers dont l'artillerie lourde est exclue.
Les Boers sont sans a priori. Compte tenu de leur infériorité, ils livrent rarement bataille. Ils sont équipés des nouveaux canons et obusiers européens, allemands et français dont ils profitent pleinement des qualités, la poudre sans fumée, la portée augmentée qui permet de tirer à défilement, le tir rapide et la grande mobilité bien appuyée par une bonne connaissance du terrain. L'artillerie britannique est partout et en tout temps harcelée, par l'artillerie adverse invisible qui tire en tir indirect derrière des défilements et par l'infanterie dont les armes légères peuvent atteindre les équipes de pièces. C'est à ce moment que se justifie pleinement l'ajout de boucliers blindés sur les pièces qui les alourdissent mais protègent le personnel contre les tires d'infanterie. En outre, elle est attaquée sur ses voies de communication, sur sa logistique et sur ses dépôts, soit par des embuscades sur les itinéraires soit par une artillerie lourde avec des trajectoires courbes et à longue portée.
Bien qu'elle garde encore une partie de ses errements, l'artillerie britannique se remet profondément en cause.

### La Première Guerre mondiale, la guerre de l'artillerie

#### Une situation initiale déséquilibrée en faveur de l'Allemagne
L'artillerie joue un rôle crucial avec la Première Guerre mondiale. Initialement, l'armée allemande qui est la mieux équipée en la matière dispose d'à peu près tous les types d'artillerie existants. Les autres armées connaissent des carences plus ou moins importantes en raison des moyens limitées dont elles ont bénéficié avant la guerre et de leurs doctrines respectives qui leur ont fait mépriser le rôle de l'artillerie lourde et de l'artillerie de tranchée. Toutefois, au long de la guerre les Alliés font des efforts considérables pour s'adapter aux nouvelles conditions de combat et développer le matériel nécessaire pour atteindre le niveau des Allemands puis pour le dépasser autant en capacité qu'en innovation. Elle va donc devenir une arme essentielle sur le terrain et, finalement, sous une forme ou sous une autre, d'être un facteur déterminant de leur victoire.

##### En matière de recherche, développement et production
En France, en Allemagne, en Autriche-Hongrie et en Grande-Bretagne, l'industrie d'armement s'appuie sur deux pôles, un pôle d'arsenaux publics et de constructeurs privés plus ou moins contrôlés par les militaires chargés des choix stratégiques et techniques. L'équilibre entre les deux est variable et dépend de leur positionnement politique respectif. Seule la production d'artillerie de la Russie repose essentiellement sur des arsenaux d'État et des pièces achetées à l'étranger. Tous les belligérants sont surpris par la durée de la guerre qu'ils estiment en 1914 à un semestre, et qui dure quatre ans. Ils doivent donc s'adapter au nouvelles évolutions du conflit tant en volume de production pour les tubes et les munitions qu'en développement de nouveaux matériels.
En Allemagne, Krupp et les « marchands de canons » ont une place essentielle qui se manifeste par un consensus entre les militaires et les industriels quant aux caractéristiques et à l'emploi de l'artillerie. Cette domination n'est pas que nationale et elle s'étend à une grande partie de l'Europe. D'autres belligérants mineurs se sont approvisionnés avant guerre chez les industriels allemands comme la Belgique, la Serbie ou la Roumanie et ils mettent en œuvre des canons conçus et fabriqués soit sous licence soit directement par le même Krupp.
En France, les militaires tiennent à garder l'initiative en matière d'armement et d'équipement mais ils sont bridés par les politiques qui font valoir notamment des questions budgétaires et politiques. L'artillerie est plutôt l'affaire des arsenaux d’État. Ainsi, pour le canon de 75 mm Mle 1897, les tubes sont fabriqués à Bourges et Tarbes, les affûts à Tarbes et à Tulle, les caissons à Saint-Étienne et à Châtellerault, et les glissières et freins à Puteaux et Saint-Étienne. La plupart des canons portent le nom de leurs concepteurs, La Hitte, Reffye, Lahitolle, de Bange, Rimailho ou Filloux qui sont des officiers d'artillerie issus de l’École polytechnique. Les entreprises privées comme Schneider et Cie au Creusot ou Saint-Chamond sont d'abord associées à la recherche et à la production, mais ils ne comptent qu'à titre d'appoint, pour des pièces à la production limitée et souvent destinées à l'exportation. Mais, face aux nécessité de la guerre, les militaires font de plus en plus appel à eux. Et ils sont tout à fait heureux d'avoir, à côté des arsenaux d’État, des industriels privés qui non seulement leur proposent des modèles de pièces développés pour d'autres pays mais qui mettent aussi à disposition une capacité de recherche et de production pour faire face à la nécessaire diversification de l'artillerie.
Chez les Britanniques, un équilibre a peu près équivalent à celui de la France s'établit. Les arsenaux d’État comme l'arsenal de Woolwich produisent tout ce qui est du ressort de l'artillerie de masse, les constructeurs comme Armstrong-Witworth ou Stoke fournissent le matériel plus spécifique.
Chez les Autrichiens, l'équilibre repose de la même manière sur des arsenaux d’État et des industriels privés dont le plus connu est Škoda en Bohême.

##### Une doctrine d'emploi de l'artillerie de campagne sensiblement convergente pour tous les belligérants
À l'origine, les doctrines d'emploi de l'artillerie de campagne des belligérants se ressemblent beaucoup et convergent vers un procédé unique. Fondée sur une guerre courte, rapide et offensive, l'artillerie n'a qu'une mission, l'accompagnement de l'infanterie. Sa « bête de somme » est un canon léger, à tir rapide et d'un calibre compris aux alentours de 75 mm, dont le tir est souvent direct. Le commandement de l'artillerie de campagne est déconcentré au niveau des divisions alors que celui de l'artillerie lourde est conservé au niveau de l'armée.

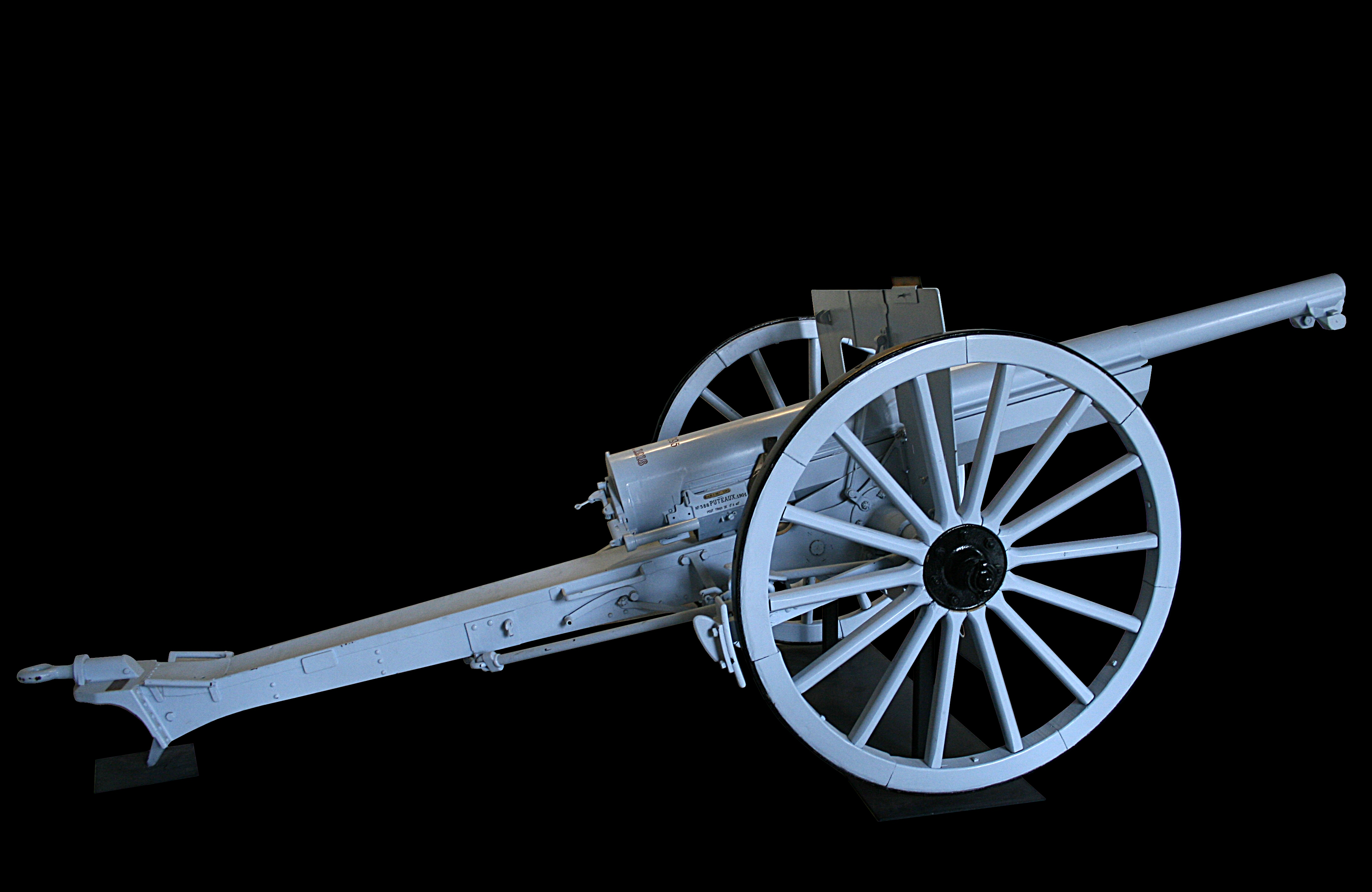
canon de 75 modèle 1897, exposé au musée de l’Armée (hôtel des Invalides).

Toutefois, dès les années 1910, cette vision des choses suscite des discussions et des hésitations. En France, l'artillerie de campagne est très proche de l'artillerie allemande. Elle est exclusivement équipée du canon de 75 mm Mle 1897 répartis dans 65 régiments d'artillerie divisionnaires, 20 régiments d'artillerie de corps d'armée, 3 régiments d'artillerie coloniale et 4 régiments d'artillerie des colonies. Le nombre total de canons déployés est de 3 792 pièces réparties en 948 batteries de quatre pièces. Le concept d'emploi de l'artillerie fait l'objet d'un conflit acharné entre les partisans de l'offensive à tout prix qui veulent limiter les obstacles à la capacité de manœuvre de l'infanterie et les partisans d'une vision moins « romantique » qui voient les efforts que les Allemands ont fait en matière d'artillerie lourde de campagne. Les armées s'aperçoivent de cette carence et commencent à développer ou à faire développer des canons lourds mais ceux-ci n'arrivent sur le front que progressivement.

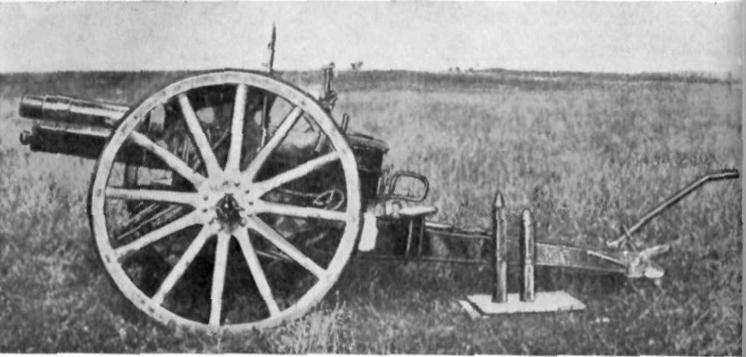
canon de 77 mm modèle 1896 sans recul, en allemand 7.7 cm FK 96 n.A

En Allemagne, l'artillerie de campagne dispose du canon standard de 77 mm FK 96 et sa version améliorée à la suite de l'apparition du 75 français : 77 mm FK 96 n.A. (Neuer Art : Nouveau modèle). Elle est organisée autour d'un régiment à deux groupes par division, chacun comportant trois batteries de six pièces. Toutefois, l'artillerie a été adaptée à la fois aux leçons tirées des conflits les plus récents et aux moyens planifiés pour un bon déroulement du plan Schlieffen. Ainsi, l'artillerie de campagne fondée sur le canon de 77 mm a été renforcée par des canons de 105 mm et des obusiers de 150 mm qui font beaucoup de mal en tir de contre-batterie à l'artillerie française lors des premiers mouvements de la guerre. De même, pour venir rapidement à bout des fortifications belges, les Allemands ont développé des obusiers lourds de 420 mm et ont emprunté à leurs alliés autrichiens un certain nombre de mortiers de 210 mm Škoda.

##### Une carence notable de l'Entente en matière d'artillerie lourde

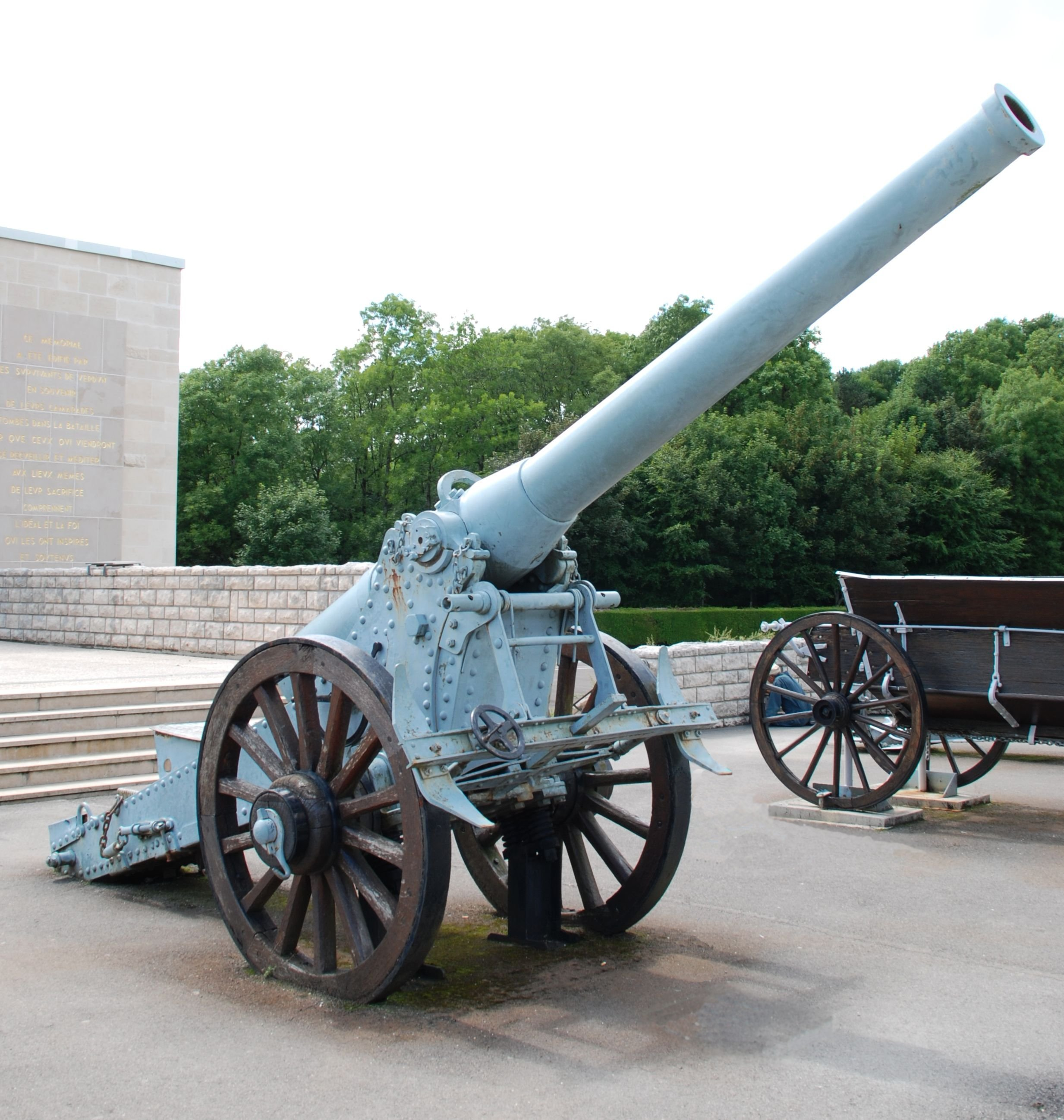
Canon Bange 155 mm L modèle 1877 au Memorial de Verdun

Effectivement, chez les Alliés, l'artillerie lourde est le parent pauvre dans le corps de bataille car les planificateurs d'avant 1914 n'ont pas prévu son usage. Il est vrai que sa lenteur de mise en œuvre et la masse de logistique qu'elle nécessite va à l'encontre de l'idée d'une guerre de mouvement courte et rapide en vigueur à l'époque. Toutefois, dire que l'armée française n'en possède pas est inexact. D'une part, l'idée stratégique consiste à confier l'artillerie lourde aux équipages des fortifications et de ne laisser au corps de bataille qu'une artillerie capable de l'appuyer sans pour autant gêner sa souplesse et ses mouvements. D'autre part, l'état-major s'est aperçu de cette carence. En 1914, cinq régiments d'artillerie lourde sont créés à raison d'un par armée. Ils déploient au total 67 batteries. Ils sont équipés de canons d'ancienne génération disponibles comme le 240 mm modèle 1887, le 155 mm long modèle 1877 ou le 120 mm long modèle 1878, de mortiers de 220 modèle 1880 ou de 270 modèle 1885 tous du modèle de Bange ou d'obusiers plus récents comme l'obusier de 120 court modèle 1890 Baquet ou le 155 C modèle 1907 à tir rapide Rimailho.

##### De lourds investissements dans une artillerie de forteresse qui ne sert pas beaucoup
En Allemagne, le plan Schlieffen s'appuie sur deux attaques successives, une première contre la Belgique, une deuxième contre la France. Pour combler le temps entre le déclenchement des deux offensives sur le front français et pour faire face aux attaques françaises, les Allemands mettent en place trois lignes de défense fortifiées principales, l'une en Alsace, la ligne de défense Strasbourg-Mutzig, l'une en Lorraine, la ligne de défense Metz-Thionville et une troisième sur le Rhin autour de Cologne. Ces fortifications nécessitent des développements technologiques importants accélérés par la « crise de l'obus torpille » qui met à bas toutes les certitudes acquises en la matière. Mais le développement du concept de « Fest » qu'on trouve illustré au fort de Mutzig et dans les nouvelles fortifications autour de Metz remet la fortification à l'ordre du jour. Les canons sont désormais contenus dans des tourelles rotatives blindées dont Gruson et Schumann se font les promoteurs.
En France, un effort tout particulier a été fait sur la fortification sous la férule du général Séré de Rivières, mais, en fonction de l'évolution de la doctrine, cet effort n'est pas constant. L'artillerie à pied composé de sept régiments est attachée à la fois à l'artillerie de place, à l'artillerie « de siège » et à l'artillerie de côte. Comme artillerie de siège, elle met en œuvre des pièces d'artillerie lourde mobiles destinées à neutraliser les places fortes allemandes comme Metz. Elle compte au total 358 batteries réparties entre l'armée de terre et la marine. Enfin, face à la crise de l'obus torpille, le béton armé se généralise en tant que matériau de construction. La maçonnerie des forts-masse de la génération antérieure construits après la guerre de 1870 sont simplement renforcés avec du béton. À l'instar des Allemands, des pièces sous coupole blindée à éclipse sont développées, les tourelles Mougin/Saint-Chamond, Bussière/Fives-Lille, Chatillon-Commentry et Galopin Mle 1890 équipée d'obusiers lourds, pour compenser la vulnérabilité des pièces servies à ciel ouvert.
Bien que largement sollicitée lors de la bataille de Verdun notamment, où les forts jouent un rôle prépondérant, l'artillerie de forteresse ne connaît pas d'évolution majeure. En revanche, l'artillerie lourde à grande puissance destinée à détruire ces fortifications connaît une évolution importante.

#### Les développements de l'artillerie pendant la guerre
L'artillerie dans les deux camps connaît cinq types d'évolutions :
- Le développement d'une artillerie propre à l'infanterie
- Le développement d'une artillerie lourde voire très lourde
- La multiplication d'artilleries spécialisées et de spécialités annexes
- Le développement d'une stratégie et d'une tactique

##### Le développement d'une artillerie de tranchée propre à l'infanterie

###### Une artillerie de tranchée que seuls les Allemands possèdent
Les Allemands qui savent tirer les leçons des conflits périphériques ont suivi avec intérêt les conflits de la guerre de Crimée jusqu'à la guerre russo-japonaise où les fortifications de circonstances ont pris une grande importance. C'est pourquoi, ils ont développé, dès avant la guerre, une véritable capacité de feu autonome pour l'infanterie, de la grenade à main au lance-grenades et au mortier sous le nom de Granatwerfer.

###### Un développement accéléré avec la stabilisation du front
Avec l'apparition des tranchées, les armes à tir direct montrent vite leurs insuffisance. L'artillerie de campagne faite pour la guerre de mouvement n'échappe pas à ce constat. D'une part, sa capacité en tir vertical et plongeant est très limitée contre les tranchées, elle ne sert que lors des offensives à appuyer les mouvements d'infanterie. D'autre part, le champ de bataille désormais limité à des lignes de tranchées et un no man's land lui laisse peu de place pour se mettre en batterie. Elle est donc obligée de s'enterrer loin à l'arrière de l'infanterie et à pratiquer des tirs indirects. Les liens entre les deux armes se distendent, les appuis sont soumis à un système de transmissions fragile et peu réactif . L'infanterie a donc besoin d'une artillerie proche d'elle, décentralisée, directement sous les ordres du chef sur place et qui soit adaptée aux caractéristiques du combat de tranchées, trajectoires courtes et verticales, munitions explosives massives avec un poids et encombrement des pièces minimal.

###### La grenade et les lance-grenades.
La première évolution est le développement de la grenade à main qui ne fait pas partie à proprement parler de l'artillerie mais qui revient à envoyer à la main une quantité d'explosifs limité à l'instar d'un obus.
Avec la grenade se pose le problème de la portée. Des lance-grenades sont alors inventés pour porter l'explosif dans les tranchées adverses. Les calculs nécessaires pour établir les trajectoires se rapprochent des procédés de l'artillerie. Au départ, il s'agit de simples catapultes élastiques ou de pompes à air comprimé mais peu à peu la propulsion devient pyrotechnique Ces lance-grenades peuvent être mis en œuvre à partir des fusils standards, c'est le cas du tromblon Vivien-Bessières avec des cartouches de propulsion et un appareillage de visée propre ou à l'aide de tubes de propulsion ad hoc comme les mortiers de 58 mm français, les toffee pudding britanniques ou les granatwerfer allemands.

###### La renaissance du mortier de campagne
Des concepts anciens sont remis à l'ordre du jour comme le mortier. Faute d'en avoir construit avant-guerre, les Français sont d'abord obligés de déstocker les mortiers en bronze datant du Second Empire, les crapouillots, qui donneront à l'artillerie de tranchées son surnom. Parallèlement, après des bricolages peu concluants, des modèles de mortiers comme le 58 mm sont développés. L'ultime système est développé par la firme britannique Stoke et restera comme le modèle indépassable des mortiers d'infanterie jusqu'à nos jours.

###### La construction de canons d'infanterie spécifiques
Enfin, les fantassins sont dotés de canons d'infanterie visant à leur apporter instantanément des appuis directs, par exemple un canon de 37 mm pour les Français, le canon d'infanterie de 37 mm, de 75 mm voire de 77 mm pour les Allemands.

##### Le développement d'une artillerie lourde voire très lourde

###### L'artillerie lourde

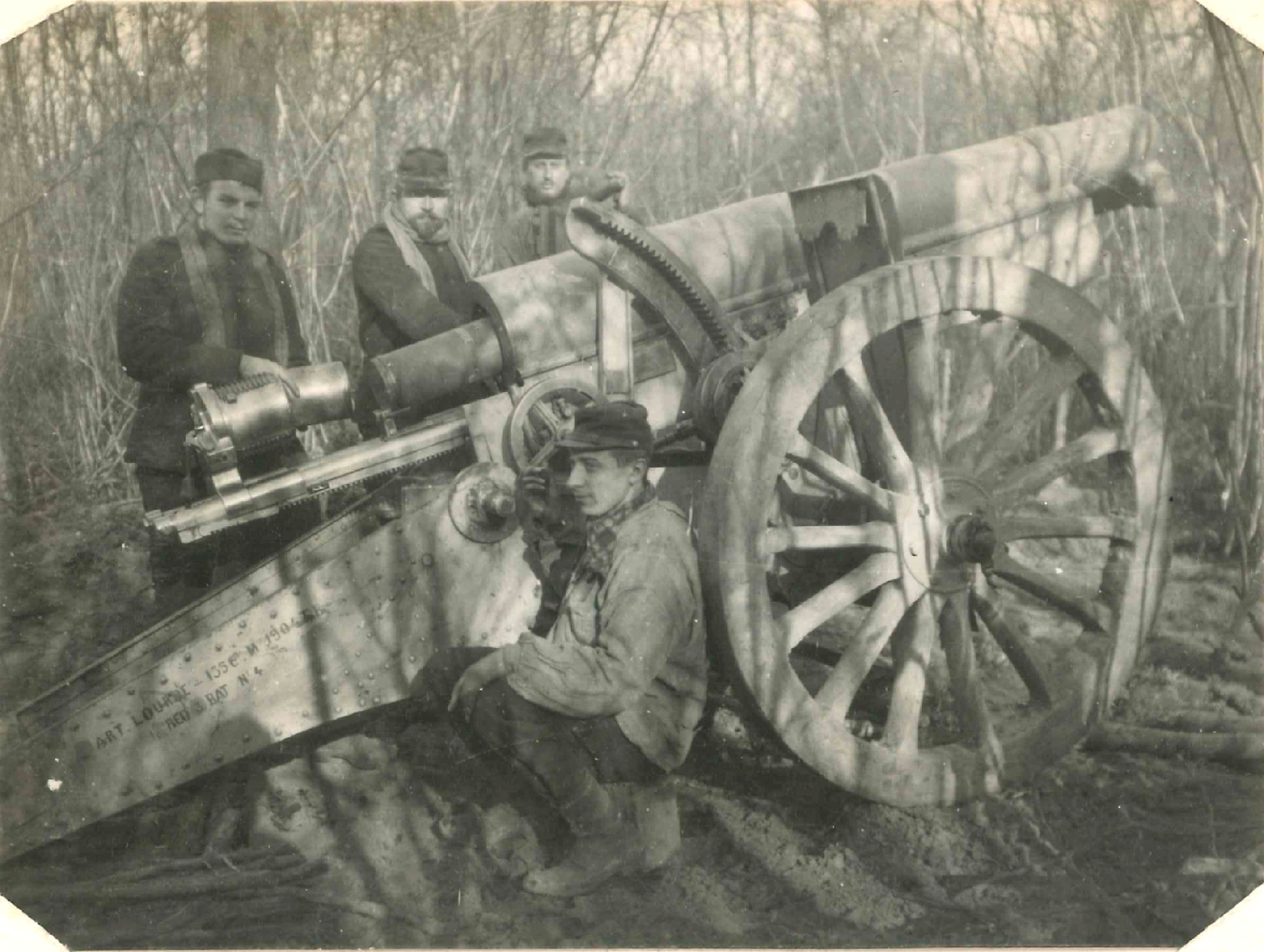
Obusier 155 mm Rimailho, Gernicourt (Aisne), janvier 1915.

Devant l’avènement de la guerre de positions, de grands efforts sont entrepris pour contrebalancer l'avantage allemand. Dans un premier temps, l'artillerie de campagne est renforcée de pièces au calibre et à la portée plus importants. Dans un deuxième temps une l'artillerie lourde à grande puissance (ALGP) spécifique est développée selon quatre axes principaux :
- l'artillerie lourde hippomobile (ALH) ;

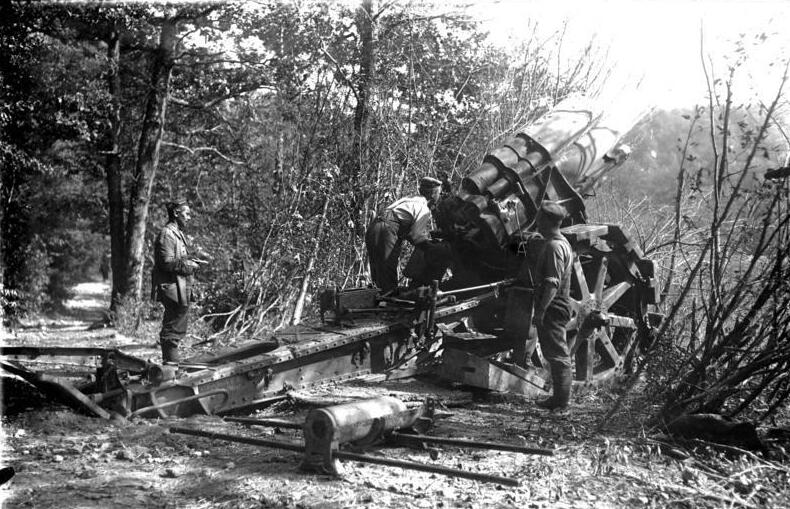
21 cm Mörser 10 allemand, 1915.

- l'artillerie lourde à tracteur (ALT) ;
- l'artillerie lourde sur voie ferrée (ALVF) ;
- l'artillerie de marine sur péniche.

Cette artillerie est essentiellement dérivée de canons de marine ou de canons d'artillerie côtière démontés et placée sur des châssis ou des plateformes qui leur assure une souplesse d'emploi et une certaine mobilité en milieu terrestre.
L'artillerie lourde hippomobile est nécessairement de calibre et de poids limités. En outre, les chevaux dont toutes les armes ont besoin, se font rares malgré la mise en retrait de la cavalerie. Il faut donc commencer à introduire des tracteurs automobiles.

##### La multiplication d'artilleries spécialisées et de spécialités annexes

###### La topographie
Le tir indirect implique que la topographie des positions d'artillerie et des objectifs soit particulièrement soignée.
La mission de cartographie est partagée entre le génie qui en est le détenteur d'origine et l'artillerie qui en est le principal utilisateur.

###### L'artillerie de repérage
La guerre de tranchée fige les positions des belligérants. La guerre donne trois grandes missions à l'artillerie :
- le harcèlement de l'adversaire
- la préparation des offensives
- le tir de contre-batterie

Afin de pouvoir exécuter avec précision le tir de contre-batterie, les belligérants et notamment les Allemands développent une artillerie de repérage qui permet de localiser les batteries ennemies afin de pouvoir les neutraliser. Ce repérage s'effectue à l'aide d'une triangulation effectuée sur deux artefacts, le son et la lumière émis par les batteries adverses. Des nouveaux matériels et des unités spécifiques sont donc créés pour assumer cette mission.
Ce repérage est complété par le travail de l'aérostation puis de l'aviation.

###### L'aérostation
L'aérostation a parmi ses missions majeures l'observation des tirs d'artillerie. Sa vulnérabilité, son manque de souplesse et l'avènement de l'aviation la font disparaître petit à petit du champ de bataille au profit de l'aviation. Son rôle n'est pas à négliger cependant.

###### L'aviation
Cette mission d'observation est dévolue à l'aviation dès que celle-ci montre suffisamment de capacités pour l'assumer. Naturellement, les militaires découvrent petit à petit toutes les vertus de la troisième dimension et son rôle dans d'autres fonctions comme le renseignement puis dans l'attaque ou l'appui au sol. En outre, elle se découvre une logique propre dans la guerre aérienne, la chasse. Aussi, elle s'autonomise petit à petit au cours du conflit et devient une arme puis, de manière différenciée par pays, une armée à part entière. La Grande-Bretagne dont l'aviation est partagée entre l'armée de Terre et la marine est la première à faire le pas dès 1919 avec la création de la Royal Air Force. Dès son réarmement, au début des années 1930, l'Allemagne créé une Luftwaffe distincte. La France attend 1936 pour créer une armée de l'Air digne de ce nom. Les États-Unis attendent 1947 pour créer l'US Air Force.
Cette prise d'autonomie implique alors le développement d'une branche spécifique, l'aviation d'observation ou d'appui aux troupes terrestres qui est soit partagée avec l'armée de l'air chargée de la troisième dimension, soit développée au sein même des armées de terre avec la création d'une aviation légère adaptée avec pour mission l'observation des tirs, le renseignement tactique, le transport, les liaisons et certaines missions d'appui au sol spécifiques comme la lutte antichar.

###### L'artillerie antiaérienne
Avec l'avènement de l'aviation, l'artillerie sol-air se développe. Dès le début, les armes d'infanterie et les mitrailleuses s'avèrent impuissantes contre des aéronefs qui volent haut et loin. Il faut donc passer à un niveau au-dessus, une artillerie spécifique pour lutter contre les avions. L'effet qu'elle doit obtenir s'apparente à l'effet fusant, il s'agit de faire éclater au plus près de l'aéronef un obus pour l'endommager au maximum. Si les pièces utilisées sont relativement proches de celles de l'artillerie de campagne, les châssis sur lesquels elles sont utilisées sont obligés de tenir compte de l'aspect vertical du tir, d'où des adaptations spécifiques : appareils de visées, système de réglage des fusées, liens élastiques renforcés, chargement rapide, doctrine propre en matière de mise en œuvre, de visée et de positionnement, utilisation systématique de télémètres, orientation rapide tous azimuts, etc.

##### L'artillerie motorisée
L'essentiel de l'artillerie est encore tractée et hippomobile et le reste jusqu'à la Seconde Guerre mondiale. Toutefois, dès 1910, les artilleurs se posent la question de l'apport de la motorisation à leur arme, tout particulièrement en France.
En 1914, l'armée française déploie un seul groupe lourd d'artillerie automobile équipé de 24 canons de 120mm long et doté de 50 tracteurs Chatillon-Panhard. En 1918, elle possède 1100 canons de campagne, 950 pièces lourdes, environ 100 pièces d'artillerie lourde à grande puissance (ALGP) le tout tracé par une dizaine de milliers de véhicules à roues ou à chenille.
Dès 1915, elle dispose de 20 régiments soit 244 batteries d'artillerie lourde à tracteur (ALT). Puis, en 1916, elle reçoit des canons de marine de 164 Mle 1893-1896, des canons de 240 Mle 1884 puis, en 1917, des 220 longs Mle 1917 Schneider.
L'artillerie de campagne portée dispose en 1918 de 33 régiments d'artillerie soit 297 batteries de canons de 75 mm montés sur des tracteurs légers. Elle s'avère essentielle lors du retour de la guerre de mouvement au milieu de 1918. Les pièces ne sont pas tractées mais chargées dans les bennes des véhicules car l'affût du 75 et ses roues ne supportent pas la traction automobile. Elles doivent donc être déchargées avant d'être mises en batteries.
La DCA utilise aussi des canons motorisés dont le plus réputés est le 75 mm CA.
Les premiers canons tractés par des tracteurs à chenilles ou automouvant sur châssis chenillés font aussi leur apparition dont le canon de 194 mm monté sur affût Saint-Chamond qui ne voit cependant pas la guerre.
Curieusement, la motorisation de l'artillerie de campagne n'intéresse que peu les Allemands et les Alliés. Toutefois, l'aboutissement de la logique de motorisation aboutit à un armement qui s'avère d'une part un facteur essentiel de la victoire alliées et d'autre part, l'armement central de toute armée jusqu'à nos jours, le char et l'"artillerie d'assaut".

###### L'artillerie d'assaut
Pendant la Première Guerre mondiale, le développement et la mise en œuvre des chars d'assaut sont confiés, chez les Britanniques à une arme spécifique, le Royal Armoured Corps, et chez les Français, à l'artillerie sous le nom d'artillerie d'assaut. En effet, le char est avant tout considéré comme un canon protégé et des mitrailleuses auxiliaires pour la défense rapprochée. Ce n'est qu'après l'armistice que les chars sont divisés en deux et confiés respectivement à l'infanterie et la cavalerie, L'infanterie les reçoit au nom de son soutien et de son accompagnement, la cavalerie, au nom de ses missions de renseignement et de reconnaissance. Cette dichotomie se poursuit jusqu'à la Seconde Guerre mondiale. Elle crée les conditions pour que les grandes unités mécanisées que réclame le colonel de Gaulle ne soient pas créés et que les capacités blindées soit dispersées dans les corps de troupe d'infanterie et de cavalerie, armes qui refusent la création d'une arme blindée spécifique.

### L'entre-deux-guerres dans la lancée de la Première Guerre mondiale
L'artillerie ne connaît pas d'évolution majeure pendant l'entre-deux-guerres mais continue à progresser selon des données recueillies pendant la Première Guerre Mondiale. Dans beaucoup de pays, les crédits destinés aux études et au développement d'armements sont insuffisants au goût des responsables militaires dont la charge est d'entrevoir ce que sera le prochain conflit. Les parcs et les magasins sont encore plein d'armements neufs ou très peu usagés d'ancienne génération qu'il faut prendre en compte avant d'envisager toute innovation et toute nouvelle fabrication. Des efforts marginaux sont faits par les Alliés pour développer de nouveaux matériels. Seule l'Allemagne a l'occasion de reprendre à zéro son concept de l'artillerie et plus généralement de l'appui des troupes au sol qui donne naissance au concept de Blitzkrieg.

### La Seconde Guerre mondiale, l'artillerie, arme omniprésente mais en demi-teinte

#### Une artillerie qui repose encore largement sur des canons tractés
L'artillerie de campagne repose de moins en moins sur l'artillerie tractée qui reste cependant en majorité dans les troupes des belligérants.

##### Une hérésie? Les canons d'assaut

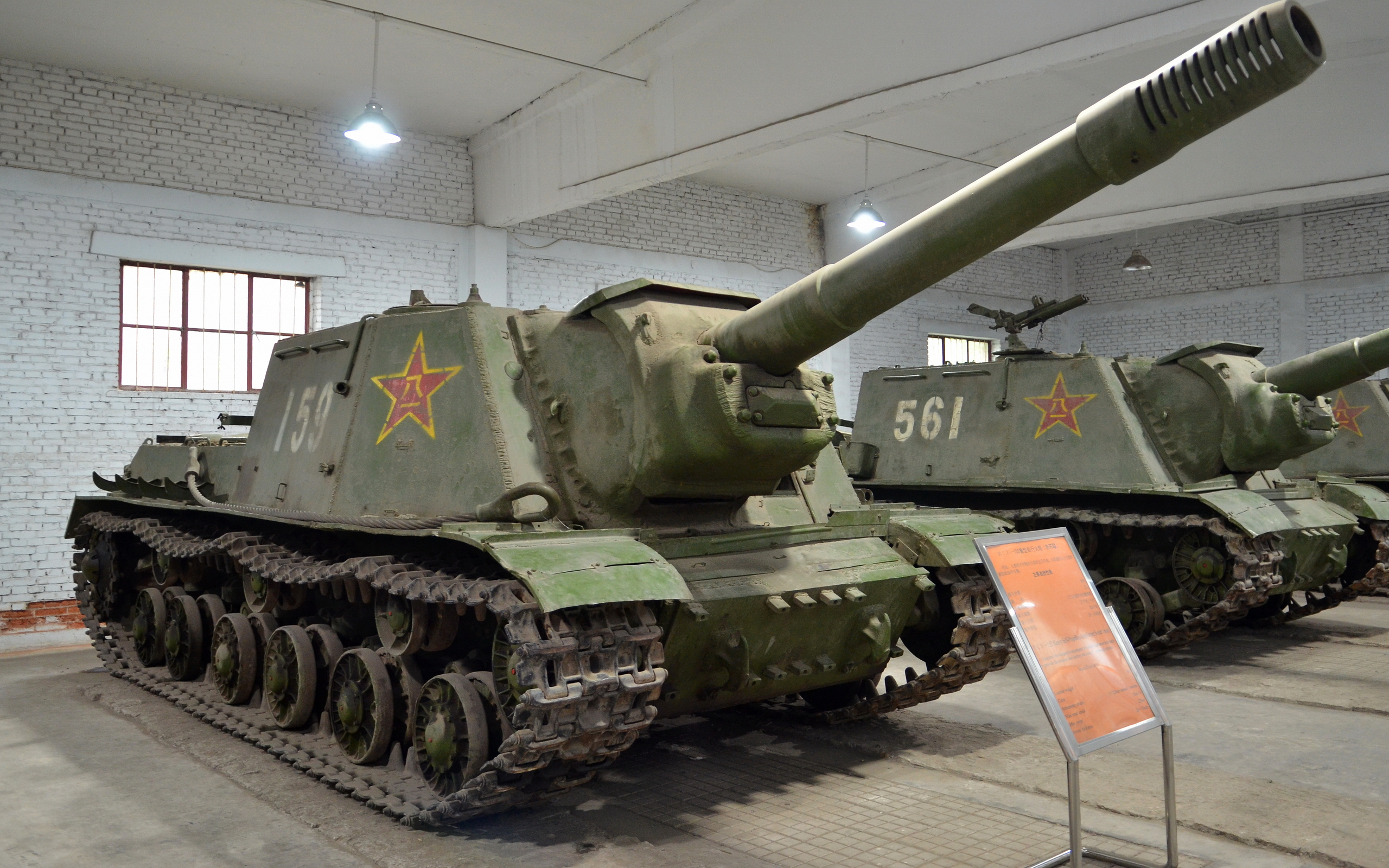
Canon d'assaut russe ISU-152 au CPLA Tank Museum

Bien que ne faisant pas partie de l'artillerie à proprement parler, les canons d'assaut sont des pièces d'artillerie montées en casemate sur des châssis blindés, de récupération ou spécifiques. Ils sont un compromis entre le char et le canon automoteur de campagne, un outil hybride, capable d'assurer à la fois des tirs directs, notamment antichar et indirects. Leur principal avantage, outre leur coût moindre, est d'emporter sur un châssis blindé des pièces plus lourdes et plus puissantes qui ne pourraient pas être montés sur une tourelle. Ils permettent un rapprochement entre l'infanterie, les chars et les feux dont ils ont besoin. Ils constituent un retour en arrière car ils reviennent aux concepts initiaux type Saint-Chamond, Schneider ou blindés britanniques, avec l'artillerie principale incorporée dans le châssis. Le débattement en azimut et en angle de la pièce en est très limité ce qui rend le véhicule vulnérable et difficile à orienter sur le terrain.

##### L'artillerie de forteresse bien dérisoire
Avec le développement des lignes Maginot, Siegfried et du mur de l'Atlantique, les fortifications de la dernière génération ont besoin d'une artillerie spécifique, Toutefois, le même constat qu'au début de la guerre peut être fait, les efforts consentis en la matière ne sont pas à la mesure de l'efficacité réellement atteinte.

##### L'artillerie de saturation (lance-roquettes)
Un nouveau type d'artillerie développé par les Soviétiques (roquettes GRAD - surnommées Katioucha) fait son apparition à partir des années 1941-1942, l'artillerie de saturation, fondée sur des roquettes balistiques envoyées en masse par des lance-roquettes multiples. Son avantage est d'obtenir à moindre coût les effets recherchés autrefois avec l'artillerie. Son but n'est pas de détruire un objectif en particulier, la précision des roquettes ne le permet pas, mais de saturer par les feux une zone dans laquelle se trouve une concentration ennemie ou qui est le point sur lequel s'exerce l'effet majeur d'une offensive.
Curieusement, après la mise en place par les Allemands d'une réplique, le Nebelwerfer, puis, après la guerre, le système MARS (Mittleres Artillerie-Raketen-System), livré à la Bundeswehr, les Occidentaux ne sont guère intéressés au procédé jusqu'à la fin de la guerre froide. En revanche, les soviétiques continuent à faire évoluer et à moderniser le concept avec les BM 21 et BM 27.
L'artillerie antichar et l'invention de la charge creuse

##### L'artillerie de l'infanterie

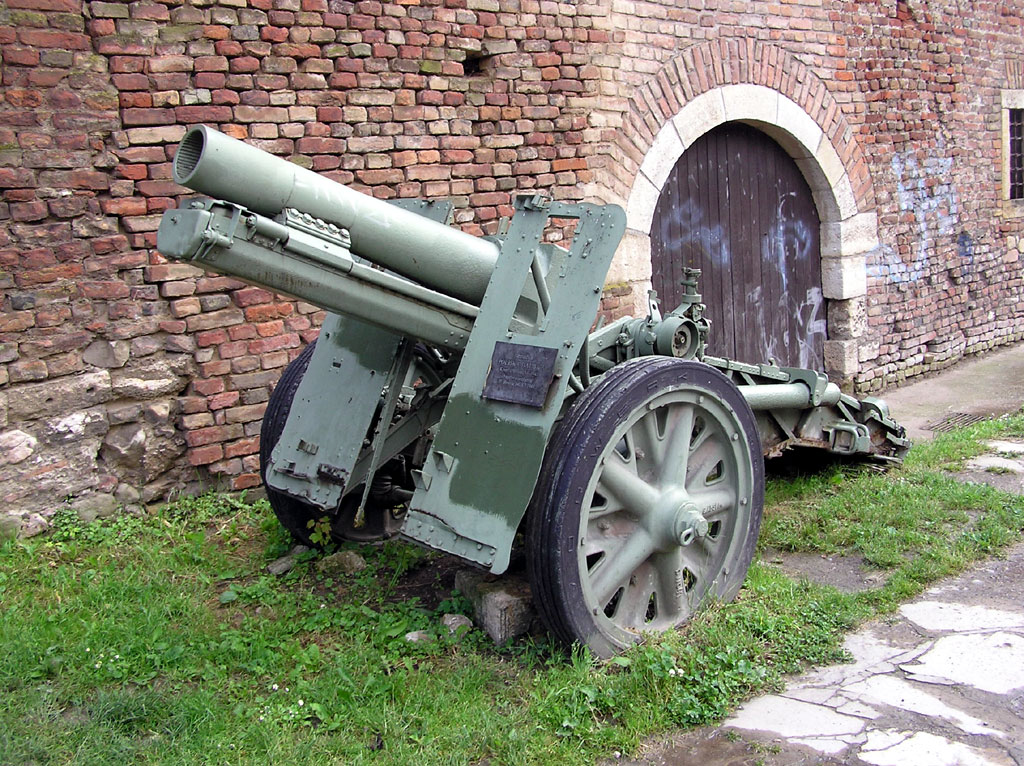
Canon siG 33 exposé au Musée militaire de Belgrade

Tout de suite après la Première Guerre mondiale, l'artillerie de tranchée est dissoute. L'artillerie de proximité et l'artillerie légère antichar sont confiés à l'infanterie. Les pièces d'appui rapprochées, essentiellement des canons légers et des mortiers de petits calibres sont directement attribuées aux unités d'infanterie. Des compagnies d'appui et d'engins spécifiques sont créés qui fusionnent mitrailleuses, mortiers et canons.
À la fin de la Deuxième Guerre mondiale, les Alliés développent une artillerie sans recul qui permet d'avoir des canons de calibres importants sur des supports légers, tripodes ou véhicules légers.

### L'artillerie pendant la guerre froide
Pendant la guerre froide, la doctrine d'emploi de l'artillerie et ses développements restent conformes à celles de la Seconde Guerre mondiale. Les pièces restent sensiblement les mêmes mais de nombreux progrès sont faits en matière de protection, de mobilité, de préparation des tirs, de repérage et de détection des objectifs. L'avion et le missile qui menaçaient son existence n'ont pas réussi à la remplacer.

#### Une doctrine d'emploi et des développements directement issus des combats de la Seconde Guerre mondiale.
Jusqu'à la fin de la guerre froide, l'artillerie résiste plutôt bien à l'évolution des conflits modernes et reste un mode d'appui essentiel sur le champ de bataille potentiel malgré la concurrence d'autres vecteurs technologiquement plus évolués. Comme pour la plupart des autres armements elle continue son développement sur la lancée et sur les leçons de la Deuxième Guerre mondiale parce que la guerre froide qui s'annonce promet un type de conflit conventionnel "classique" relativement proche entre d'un côté les troupes de l'OTAN et de l'autre côté, celles du pacte de Varsovie. Cette perspective permet d'abord de recycler le matériel militaire fabriqué en grande quantité pendant la Deuxième Guerre mondiale et, d'autre part, de développer de nouveaux armements sur une logique identique de recherche de puissance et de mobilité.

#### Une motorisation de plus en plus poussée des pièces d'artillerie
L'artillerie se veut être au plus près des armes de mêlées afin de réagir au plus vite à ses demandes d'appui. Les pièces tractées par camion deviennent de plus en plus rares au profit de matériels montés sur des châssis chenillés et blindés du même type que ceux des armes qu'ils soutiennent. Ainsi, la France développe en parallèle avec le char AMX 13 et sa version VTT un obusier de 105mm automoteur (105 AU 40) puis un obusier de 155 automouvant (155 AMF 3) tous deux sur châssis AMX 13. Équipes de pièce, observateurs, radars de surveillance RATAC, équipes de commandement et de préparation des tirs et troupes logistiques sont équipés de matériels identiques. Un matériel de deuxième génération, le 155 AUF1 sur châssis AMX-30 est construit.

#### L'avènement du missile
Le missile constitue le concurrent évident du canon mais n'entraîne pas nécessairement sa disparition, notamment en ce qui concerne l'artillerie de campagne.

##### Pour l'artillerie de campagne
Le missile, en matière d'artillerie de campagne, ne se substitue pas vraiment au canon mais certaines des avancées technologiques qu'il a générées complètent son action : les munitions à guidage terminal et les roquettes à sous-munitions.
Des munitions à guidage laser terminal comme le M712 Copperhead sont développées mais restent marginales en raison de leur coût.
L'artillerie sol-sol se cherche un avenir dans la mise en œuvre de vecteurs sol-sol nucléaires tactiques ou pré-stratégiques à courte portée avec les obus nucléaires de 210 et de 175 mm, les roquettes FROG, Honest John, les missiles Redstone, Pluton, Hadès ou Pershing.

##### Pour l'artillerie antichar
En matière d'artillerie antichar, le missile s'est substitué au canon à partir de la fin des années 1950 avec l'apparition du SS-11 dans l'armée française. À l'heure actuelle, à part les canons antichars tractés d'origine russe et les canons de bord des chars, les moyens antichars sont essentiellement répartis entre la roquette ou la grenade antichar type RPG ou Carl Gustav, en voie de disparition, ou le missile antichar type Milan, Eryx, Javelin, Swingfire, Akeron, AT-6 Spiral ou AT-15 Springer. Toutes ces armes sont dévolues à l'infanterie ou à l'arme blindée.
La substitution n'est toutefois pas complète puisque l'artillerie de campagne garde une capacité antichar marginale en tir indirect, ou en tir direct en cas d'urgence. Les roquettes à sous-munitions peuvent avoir une capacité antichar indépendamment guidée, mais ce n'est pas leur mission principale.

##### Pour l'artillerie antiaérienne
Là aussi, les missiles se sont substitués au canon comme arme antiaérienne à longue, moyenne, courte et très courte portée. La substitution n'est, là aussi, pas totale car les canons de faibles calibres, 20 ou 30 mm, la plupart attribués à la troupe défendue, continuent à procurer une défense antiaérienne à très courte portée.

#### Le rôle de l'artillerie dans les conflits asymétriques de cette période
Arme chère et avec une logistique lourde, l'artillerie reste l'apanage des pays riches et colonisateurs. Toutefois, les troupes insurrectionnelles utilisent des procédés dégradés qui relèvent de techniques d'artillerie, obus de mortiers, piégeage d'obus non explosés, roquettes sommaires type Grad…

##### Dans les conflits asymétriques coloniaux ou post coloniaux
Un procédé tactique commun dans l'ensemble des conflits asymétriques coloniaux ou post coloniaux est celui des bases "feux" tous azimut, concentration de moyens d'artillerie qui permettent d'appuyer ou de neutraliser les mouvements d'infanterie dans les interstices. L'idée est d'être capable de traiter par les feux tout mouvement ennemi détecté ou de pouvoir appuyer toute troupe amie au contact. Ces bases "feux" sont essentiellement composées de pièces d'artillerie, de dépôt de munitions, de facilités logistiques jusqu'au terrain d'aviation et de troupes d'infanterie pour contrôler sa zone de responsabilité et protéger la base des attaques ennemies. Les installations sont généralement enterrées ou semi enterrées. Les feux d'artillerie sont une option et peuvent être complétés par des feux air-sol.
Ces procédés se retrouvent en particulier pour la France pendant les guerres d'Indochine et d'Algérie, pour les Britanniques durant la seconde guerre des Boers ou lors des évènements en Malaisie et, pour les Américains, au Vietnam (Khe Sanh) ou en Afghanistan (Bagram). La guerre d'Indochine est perdue par la France en raison d'une carence en matière d'artillerie, le Vietminh ayant pu concentrer des pièces et des feux d'artillerie autour de la cuvette de Dien-Bien-Phu et bombarder intensivement la position jusqu'à la faire céder.
Au plan technologique, en dehors de systèmes de détection et de conduite de tir, rien n'est apporté de plus que ce qui se faisait pendant la Deuxième Guerre mondiale.

##### Dans le conflit du Moyen-Orient
Dans le conflit israélo-arabe, l'artillerie joue un rôle très particulier. Le duel d'artillerie entre armées étatiques entre Israël d'une part et la Syrie et l'Égypte d'autre part, reste une manifestation privilégiée de l'existence du conflit dans les années 1960-1970 avant la signature des accords de paix avec l'Égypte et la Jordanie.
Aujourd'hui, une version dégradée de ces duels continuent à avoir lieu entre Israël d'une part et Gaza ou la zone du Sud-Liban contrôlée par le Hezbollah d'autre part. Du côté arabe, les instruments sont des roquettes Qassam plus ou moins artisanales de type Grad soviétiques, peu précises, fabriquées sur place ou dans la région. L'effet premier est de créer une terreur dans les zones frontalières. Du côté israélien, il s'agit de systèmes d'artillerie complets sol-air du type Dôme de Fer pour protéger des projectiles individuels ou des systèmes d'artillerie sol-sol M109A5 pour effectuer les tirs de contre-batterie et de représailles.
Si les feux d'artillerie sol-sol sont délivrés avec des moyens classiques et complétés par des armes aériennes ou terrestre à guidage terminales qui permettent une haute précision, le système Dôme de Fer, lui, est technologiquement très original puisque, de nature sol-air, il est exclusivement construit pour contrer la menace des roquettes, des obus d'artillerie et éventuellement des missiles sol-sol qu'il détruit avant impact.

##### Dans les conflits des Balkans
Dans les conflits des Balkans, l'artillerie utilisée entre les différentes républiques belligérantes est directement issue des dépôts de l'armée yougoslave largement répandus sur l'ensemble du territoire. La majorité reste cependant dans les mains des Serbes. Dans le cas particulier du siège de la ville de Sarajevo mené par les Serbes contre les musulmans, l'artillerie est utilisée parcimonieusement, au coup par coup, dans le but simultané de terroriser la population en permanence tout en économisant les munitions laissées par l'armée de Tito. L'arrivée de pièces d'artillerie françaises et britanniques destinées à effectuer des tirs de contre-batterie met fin à ce cercle vicieux de la violence.

#### Avec l'avènement des "dividendes de la paix" son rôle est de moins en moins évident dans les conflits asymétriques d'aujourd'hui
L'artillerie a beaucoup souffert du concept de « dividendes de la paix ». Même si chaque brigade de l'armée française comprend un régiment d'artillerie, son rôle est beaucoup moins évident dans des conflits asymétriques où son usage est plus rare. Les régiments sont souvent déployés en OPEX sous la forme d'unités Proterre, concept générique qui permet de mettre à disposition des troupes aux caractéristiques quasi identiques, quelle que soit leur spécialité d'origine.

#### La guerre en Ukraine ou la redécouverte de l'artillerie de campagne
La guerre d'Ukraine consacre le retour de l'artillerie. Une fois le front stabilisé, l'artillerie est devenue la seule interaction entre les troupes ukrainiennes et russes. La menace aérienne a été neutralisée et la supériorité aérienne n'est pas vraiment recherchée par aucun des belligérants, à cause des risques que cela comporte. Les aéronefs sont avantageusement remplacés par des drones, bien moins chers et bien plus faciles à mettre en œuvre pour toute sortes de missions, renseignement ou attaques diverses (bombardements, minages, etc.). Les consommations de munitions ont atteint un niveau important. S'agit-il d'un véritable retour ou, au contraire, les symptômes d'une guerre dépassée ?

##### L'artillerie se concentre à nouveau sur les canons
La vitesse de tir, le tir d'efficacité d'emblée, la portée, la mobilité et la dispersion des pièces sont désormais ouvertement privilégiées. Il s'agit de se protéger des tirs de contre-batterie devenus de plus en plus efficaces avec les radars de trajectographie et les drones.
La vitesse de tir est obtenue grâce à des systèmes qui réduisent drastiquement le temps de mise en batterie, limitent les délais de calculs des éléments (traitement informatique et transmission instantanée des données, mise en contact directe entre la troupe soutenue et les pièces) et de mise à poste des munitions (chargement automatique) et le temps de sortie de position.
Ces systèmes permettent aussi une dispersion bien plus grande des positions de chaque pièce sans entraver la concentration et la précision de leurs feux. La portée des pièces est considérablement augmentée, parfois doublée. Elle est obtenue grâce à des tubes plus longs, aux alentours de 52 calibres et de munitions à propulsion auxiliaire qui permettent des portées de 40, 50 voire 80 km. En contrepartie, les tubes s'usent beaucoup plus rapidement.
Le poids logistique de l'artillerie qui a toujours été un des problèmes majeurs des armées en campagne en est allégé. Les réglages d'artillerie n'ont plus lieu d'être, chaque munition tirée doit être efficace d'emblée sur l'objectif. Les châssis à roue désormais utilisés se rapprochent des modèles des gammes commerciales ce qui facilite à la fois la fabrication, le stockage et la mise à disposition des pièces détachées et la maintenance générale sur le terrain.
Les obusiers automoteurs lourds développés pendant la guerre froide tendent à disparaître pour laisser place à des pièces automouvantes montées sur véhicules à roues. Ainsi, l'AU F1, fleuron de l'artillerie dans les années 1980 laisse la place au Caesar ( « camion équipé d'un système d'artillerie »), moins coûteux, moins protégé, plus léger et beaucoup plus mobile. Les fonctions principales sont automatisées et les interventions humaines de plus en plus rares.
Dans le cadre d'un effort d’allègement et de diversification dans le cadre des conflits asymétriques, les régiments ont reçu les Mortiers 120 mm Rayé Tracté Modèle F1 en double dotation.
Les capacités du lance-roquette multiple M270 MLRS ont été diminuées car il est devenu lance-roquette unitaire LRU en raison de l'interdiction des armes à sous-munitions que la France a signée et ratifiée.

##### Artillerie sol-air
L'artillerie sol-air a quasiment disparu de l'armée de terre avec les missiles Roland et les missiles Hawk. Il ne reste plus à disposition que des missiles à très courte portée de type Mistral et des canons antiaériens de petit calibre. Seule l'armée de l'air a conservé des missiles sol-air du type Crotale puis ASMP/T pour la défense des points sensibles.

##### Acquisition d'objectifs
L'artillerie est la première arme à avoir pris sérieusement le concept de drone. Bien qu'elle se soit limitée à la fonction de reconnaissance, elle a été dès 1958 au centre du projet R20, un avion cible sans pilote transformé en aéronef de reconnaissance programmé. Après une vingtaine d'années d'essais peu concluants, elle se tourne vers le système d'arme CL-89 et CL-289 et, à l'instar des Israéliens, elle commence à envisager des systèmes de drones téléguidés à courte portée, en deçà de la ligne d'horizon tels que le MART. Mais, comme pour l'artillerie sol-air, c'est l'aspect aéronautique qui l'emporte. La fonction a donc été, non sans réticence de sa part, captée par l'armée de l'air qui met en œuvre des drones de construction américaine destinés à l'attaque et au renseignement. Elle garde toutefois un système de drone de renseignement un peu résiduel, le Crécerelle.

### Les grands artilleurs
- Jean Bureau révolutionne l'artillerie médiévale. Avec son frère Gaspard, il est le véritable initiateur de l'artillerie de campagne, c'est-à-dire de l'emploi de canons mobiles sur le champ de bataille. Cette mutation profonde de la technologie militaire au milieu du XVe siècle, permettra aux troupes françaises de prendre un ascendant décisif sur l'armée anglaise, et de mettre ainsi fin à la guerre de Cent Ans. Sous son impulsion, le boulet en pierre est remplacé par le boulet en fer, les tubes en fonte font leur apparition. Jean Bureau met fin au chaos des calibres utilisés en imposant les sept calibres de France.
- Choderlos de Laclos participe à la mise au point, dans les années 1795, des boulets de canon explosifs, « c’est-à-dire creux, emplis de poudre et capables – en faisant exploser la poudre qu’ils contiennent – d’envoyer des éclats à leur arrivée au sol ».
- Napoléon Ier (Napoléon Bonaparte, 1769-1821), nommé lieutenant en second d’artillerie le 1er septembre 1785. Au début du mois suivant, il reçut ordre d’aller rejoindre à Valence, en Dauphiné, le régiment d’artillerie de La Fère, qui était en garnison dans cette ville ; à son arrivée, on le plaça dans une des compagnies de la brigade des bombardiers. Par la suite, tout au long de sa carrière militaire puis lors de son règne, il fut dans l'histoire le premier des stratèges militaires à concevoir ses plans de bataille d'abord et avant tout autour de l'utilisation de l'artillerie, notamment lors du siège de Toulon (1793) ou de la bataille d'Austerlitz (1805), inaugurant ainsi l'ère moderne de la stratégie militaire par une gestion rationnelle de la puissance de feu et de ses effets. Son intérêt pour la cartographie, sa manière de préparer ses plans de bataille très à l'avance à partir des éléments cartographiques, et sa gestion rigoureuse de la logistique sont également typiques d'un artilleur qui se devait de baliser le terrain sur lequel il aurait à déclencher des feux en utilisant ses munitions disponibles.
- Émile Rimailho (1864-1954) apporta divers perfectionnements aux canons en usage dans l'armée française après la défaite de 1870 : limitation du recul, sécurisation de la mise à feu, meilleure mobilité. Ses travaux sont notamment à l'origine du canon de 75 et de l'Obusier de 155 mm CTR modèle 1904, appelé « Rimailho » (du nom de son concepteur) pendant la Première Guerre mondiale.
- Ferdinand Foch.
- Louis Filloux (1869-1957), concepteur entre autres du canon de 155 mm GPF

## L'artillerie aujourd'hui

### En France
Après Versailles, Strasbourg, Metz et Chalons-sur-Marne, Draguignan est la « capitale » française de l'artillerie : elle accueille depuis 1976 l'école de spécialisation de cette arme. Sainte Barbe, fêtée le 4 décembre, est la patronne des artilleurs.
La chanson des artilleurs la plus célèbre est « L'artilleur de Metz », cette ville ayant accueilli dès 1720, une école d'application d'artillerie, fusionnée en 1794 avec l’École d'application du génie de Mézières puis avec l’École d'artillerie de Châlons en 1807 et fermée en 1871 lors de l'annexion allemande.
Durant la Première Guerre mondiale, 1 373 000 hommes furent mobilisés dans cette arme et eurent à déplorer 82 000 morts soit 5,96 % de pertes.
Durant ce conflit, cette arme a pris une part de plus en plus importante au sein des forces françaises :
| Matériels                              | 1914  | 1918   |
| -------------------------------------- | ----- | ------ |
| Canon de 75 de campagne                | 3 840 | 5 484  |
| Canon de 65 mm de montagne             | 120   | 96     |
| Canons lourds de campagne              | 308   | 5 000  |
| Canon lourds grand puissance et marine | -     | 740    |
| Canons anti-aérien                     | 1     | 404    |
| Mitrailleuses                          | 2 000 | 18 000 |

En France, on désigne sous le terme d'« artillerie sol-sol » les unités et systèmes d'armes qui prennent à partie des objectifs au sol et « artillerie sol-air » ceux qui prennent à partie des aéronefs. L'artillerie sol-sol est, de manière générale, l'arme des tirs indirects. Les unités d'artillerie utilisent des armements d'un calibre supérieur ou égal à 20 mm. Comme le génie, l'artillerie est une arme d'appui (par opposition à l'infanterie et à l'arme blindée cavalerie qui sont les armes de mêlée). L'artillerie française possède différents types d'unités.
Les unités d'appuis indirects servent le TRF1 (canon tracté de 155 mm), l'AUF1 (canon automoteur de 155 mm). Toutes les unités « AIN » (appuis indirects) ont le mortier de 120 mm en double dotation.

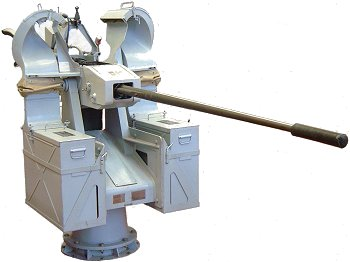
Canon F2 de 20 mm de la Marine française.

Les unités de défense sol-air servent le ROLAND, le MISTRAL ou le HAWK (qui sont trois missiles sol-air différents et complémentaires).
Il existe également un régiment spécialisé dans la mise en œuvre de télédynes légers télé-pilotés appelés drones pour obtenir des images numériques des zones survolées. L'information tirée de l'analyse de ces images sert à élaborer ce que l'on appelle le « renseignement d'origine image » (ROIM).
Autrefois, la distinction entre « canon » et « mortier » se faisait sur la hausse. Les canons tiraient en tir plongeant (angle de hausse inférieur à 45° - ou 800 millièmes en termes d'artillerie) et les mortiers tiraient en tir vertical (angle de hausse supérieur à 45°). Aujourd'hui, tous les canons d'artillerie sont capables d'effectuer des tirs tendus (pour lesquels la flèche de la trajectoire est inférieure à la demi-hauteur de l'objectif), comme les chars et du tir vertical. Le critère de la hausse est donc inadéquat et le critère pour différencier un canon d'un mortier est le nombre de calibres qui est un nombre sans dimension déterminé par le rapport entre la longueur de la partie rayée et le calibre. En France, une pièce d'artillerie dont le nombre de calibres est inférieur à 20 est un mortier, un canon si ce nombre est supérieur ou égal à 20. Aux États-Unis, par exemple, cette valeur est de 25 et variable selon les pays.

#### Matériel de l'Armée française

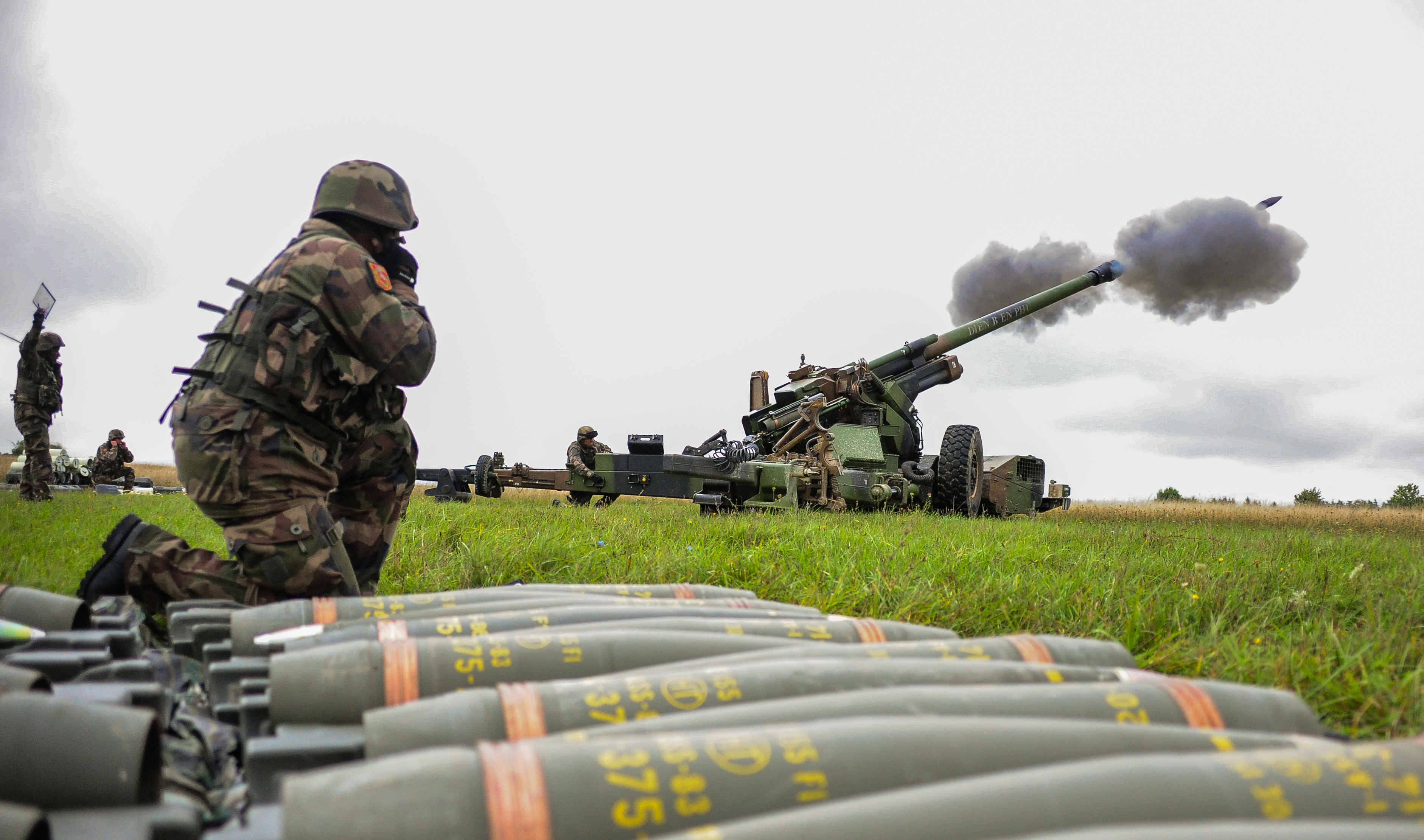
Tir d'un TRF1 du 3e régiment d'artillerie de marine lors de manœuvres au camp d'entrainement de Grafenwöhr en 2013.

Le matériel de l'Armée française des années 1990-2000 est composé de :
- canon de 155 mm appelé TRF1 (TRacté modèle F1), utilisé notamment pendant la guerre du Golfe par la France en Irak ;
- canon de 155 mm monté sur châssis de Char AMX 13 appelé AMF3 (AutoMouvant modèle F3). Pièce mise en œuvre par une équipe de 10 soldats (canonniers) ;
- canon de 155 mm monté sur châssis de char AMX-30 appelé AuF1 (AUtomoteur modèle F1), à grande cadence de tir (GCT, chargement automatique). En cadence de tir maximale, appelée « efficacité », l'AuF1 peut tirer jusqu'à 6 obus à la minute à une distance de 30 kilomètres ;
- canon de 155 mm sur camion appelé Caesar[16] ;
- mortier 120 mm Rayé Tracté Modèle F1 (MO 120 RT) ;
- systèmes sol-air Hawk (retiré), Roland (châssis d'AMX-30) (retiré), Mistral ;
- le lance-missile nucléaire Hadès (retiré) ;
- le VOA ou véhicule d'observation d'artillerie, la plupart du temps monté sur un châssis d'AMX-10, permettant aux officiers observateurs de se déplacer sur la ligne de front tout en réglant les tirs déclenchés plusieurs kilomètres à l'arrière par les batteries de canons (artillerie sol-sol) ;
- le LRM (Lance-roquettes multiples) (retiré) pouvait tirer 12 roquettes jusqu'à 30 km contenant 644 grenades chacune. Une roquette couvrait l'équivalent de la superficie d'un terrain de football. Les grenades sont à double effet : anti-personnel (rayon des éclats dangereux : 30 m) et anti-blindé léger (transperce 70 mm d'acier).

En 2014, on prévoit, après de grandes coupes dans le parc :
- 13 LRU (Lance Roquettes Unitaire)[17]. Le LRU consiste en une modernisation du parc LRM avec une dotation de munitions à précision métrique, guidée par GPS et dotée d’une charge unitaire. L'aspect lance-roquette multiple a été supprimé à la suite de la signature par la France de la Convention sur les armes à sous-munitions en 2008. Il offre une capacité de tir de frappe de précision avec des effets modulables à longue portée (70 km) par tous temps ;
- 37 AuF1 (au 40e régiment d’artillerie uniquement à terme) ;
- 77 Caesar[18] ;
- 43 TRF1 ;
- 128 MO 120 RT ;
- 144 postes de tir Mistral.

#### Unité de base de l'artillerie dans l'Armée française
L'unité de base de l'artillerie française est la batterie. Elle est composée d'une centaine d'hommes, commandée par un capitaine avec quatre lieutenants — ou ayant rang — pour le seconder. Une batterie comprend :
- six à huit canons, positionnés à l'arrière et commandés par le lieutenant de tir. Elle peut être divisée en deux sections indépendantes pour limiter le volume des tirs, séparer les pièces pour qu'elles ne soient pas vulnérables aux tirs de contre-batterie ou permettre d'assurer une continuité des feux tout en se déplaçant par demi-batterie ;
- un train de combat qui lui permet de se ravitailler en munitions et d'effectuer des réparations sommaires de tubes ou de véhicules ;
- une section de reconnaissance, ou équipe de reconnaissance topographique (ERT), commandée par le lieutenant de reconnaissance et qui sert à reconnaître les positions où se déplacera la batterie, déterminer ses coordonnées géographiques et effectuer l'orientation des pièces afin de les rattacher au système de référence ;
- des équipes d'observation, ou encore appelées DLOC, se chargent de la composante « avant » de l'artillerie française. Elles repèrent les objectifs, déterminent leurs coordonnées géographiques, déterminent les types de tirs et de munitions qu'il faut pour les traiter et effectuent éventuellement des réglages pour concentrer le tir sur eux. Elles sont équipées de VOA, RATAC, VAB OBS.